# Державний дендрологічний парк «Олександрія» НАН України

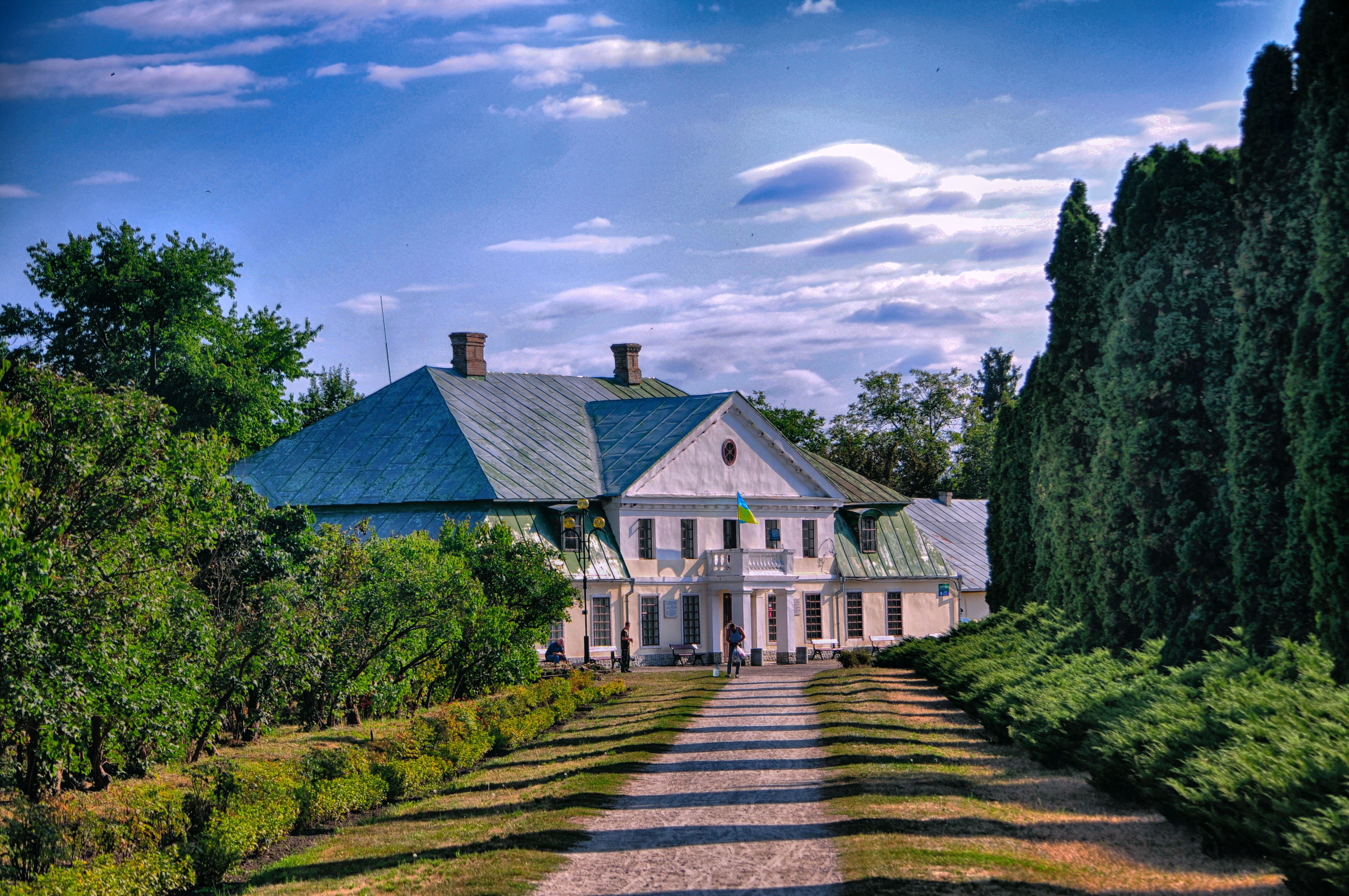
Будинок адміністрації та музею

Олександрі́я — державний дендрологічний парк Національної академії наук України. Розташований у північно-східній частині Правобережного лісостепу, за 80 км на південь від Києва на північно-західній околиці міста Біла Церква, на висоті 80 — 106 м над рівнем моря. Це найбільший (400га) архітектурно оформлений ландшафтний парк в Україні.
Парк розташований на площі 400,67 гектарів на березі річки Рось. Площа декоративних водойм парку (ставки та р. Рось) становить 21 га. Загальна довжина алей і доріжок становить понад 20 км[джерело?]. Парк є зразком пейзажної паркової композиції, основу якої складають рослини, архітектурні споруди, скульптури, водна гладь річки Рось та ставків.
Парк розташований за адресою: Київська область, м. Біла Церква — 13. Директор: кандидат біологічних наук Бойко Наталія Сергіївна.

## Характеристика
Територія являє собою другу заплавну терасу р. Рось і характеризується рівнинним схилом місцевості до річки. Рельєф доповнюється наявністю 3 балок, що витягнулися майже в меридіальному напрямку.
У композиції плану і стильової спрямованості архітектурних об'ємів та споруд Олександрія має спільні риси з іншими парками романтичного стилю. Стиль архітектури — пізній класицизм.

### Ґрунти
За даними агроґрунтового обстеження[джерело?] ґрунти дендропарку належать до наступних генетичних груп: сірі лісові, чорноземи, дерено-лугові, мулисто-глеєві болотні ґрунти.
На території парку найпоширеніші сірі лісові ґрунти. І хоча гумусний горизонт у всіх ґрунтів потужний (місцями досягає 50—60 см) він містить тільки 1,2—2,8 % гумусу, з недостатньою кількістю рухливих форм азоту, калію й фосфору.

### Клімат
Клімат району розташування парку характеризується помірною континентальністю. За даними Білоцерківської метеорологічної станції[джерело?] середня багаторічна річна температура повітря становить 6,93 ºС, середня за багаторічний період кількість опадів становить 498 мм, близько 80 % яких випадає у вигляді дощу, мінімальна температура −32,4 ºС у січні, максимальна 38 ºС у червні. Температура ґрунту 0 ºС і нижче спостерігається до глибини 40 см, із грудня по березень. Число похмурих днів у році — 146, ясних — 46 днів. Сніжний покрив лежить 80 днів. Іноді спостерігаються пізні весняні заморозки (1999 р. 5 — 7 травня на поверхні ґрунту — 7,9ºС; 2000 р. 2 — 4 травня — 2,5ºС).
Район характеризується нестійким зволоженням, тому є ймовірність посушливих років.
Середня дата переходу середньодобової температури повітря через позначку +5ºС весною 6 — 8 квітня, восени — 26 — 28 жовтня, середня тривалість вегетаційного періоду 170 — 180 днів.
Таким чином, клімат у районі розташування дендропарку сприятливий для рослин у тому числі інтродуцентів з Північної Америки, Далекого Сходу, Малої Азії й ряду інших районів.

## Історія

### Передісторія

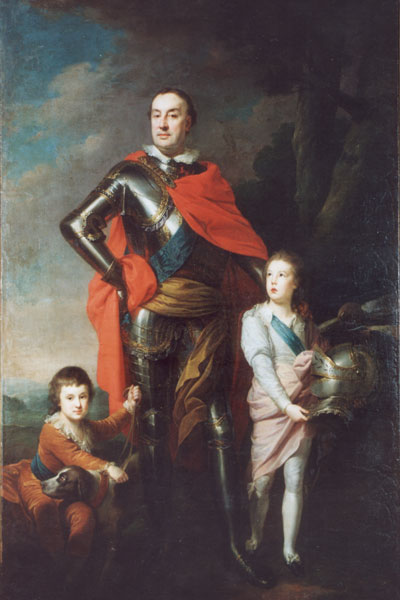
Ксаверій Браницький з дітьми. Й. Лампі, кінець XVIII ст.

1774 року польський король Август Станіслав Понятовський отримав у довічне володіння від Речі Посполитої найбагатше тоді в Україні Білоцерківське староство, яке 13 грудня того ж року передав разом із будівлями у Варшаві великому коронному гетьману Польщі Францішеку Ксаверію Браницькому[джерело?], герба Корчак. Ці землі Ксаверій Браницький отримав у нагороду за придушення хвилі селянсько-козацьких повстань — Коліївщини. До його нових володінь входили міста Біла Церква і Сквира, а також 134 села з населенням понад 40 тисяч чоловік. З цього часу Біла Церква стає приватним містом графів Браницьких.
1781 року в Санкт-Петербурзі гетьман узяв шлюб з улюбленою камер-фрейліною імператриці Катерини II, племінницею Світлішого князя Григорія Потьомкіна, Олександрою Василівною Енгельгардт. Деякі історики вважають її позашлюбною донькою Катерини II й Сергія Салтикова[джерело?]. Шлюб Ф. К. Браницького з О. В. Енгельгардт відповідав політичним реаліям того часу. Катерина II бажала стабільного миру з Польщею і заохочувала шлюби між російськими дворянами і польською шляхтою. За О. Браницькою гетьман отримав пристойний посаг — 600 000 карбованців сріблом і велику ділянку землі. Катерина II подарувала подружжю на весілля Шуваловський палац у Петербурзі. Дохід К. Браницького з самої тільки Білої Церкви приносив 750 000 золотих[джерело?]. Разом із маєтками — Ставище, Рокитне, Лисянка та іншими він становив приблизно 2 мільйони.

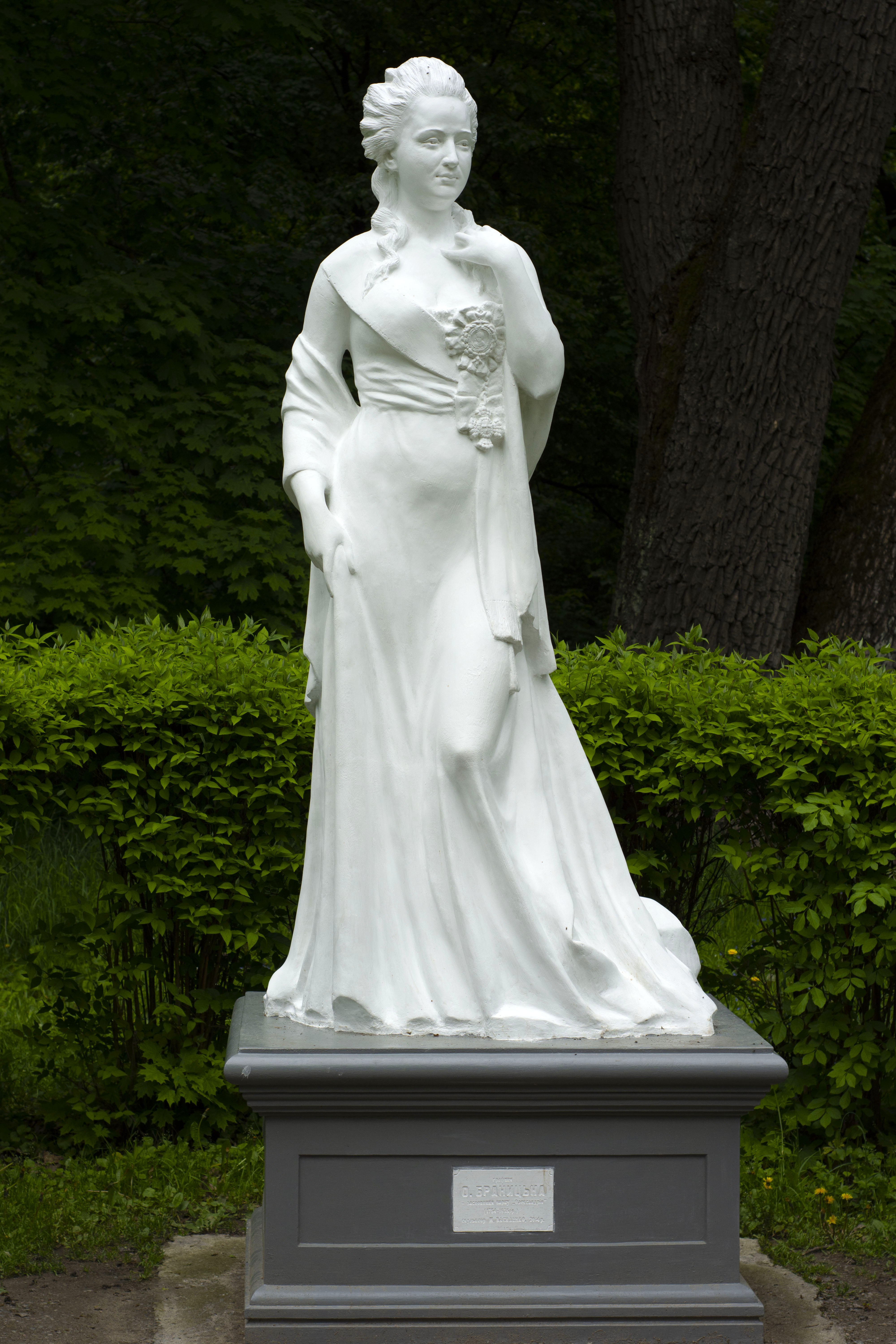
Пам'ятник Олександрі Браницькій в денропарку. Відкритий 11 травня 2014 року. Скульптор Максим Василенко

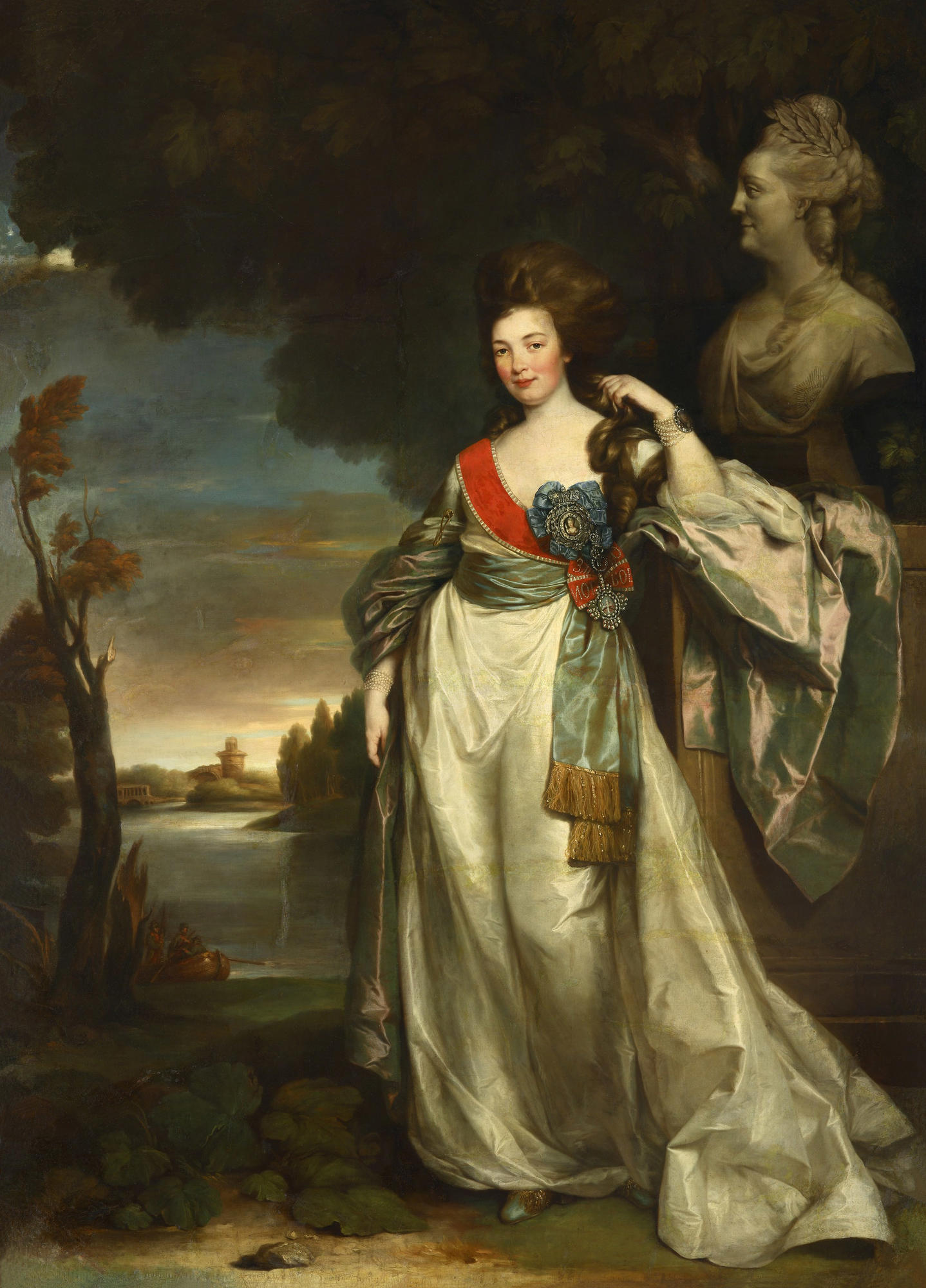
Олександра Браницька. Р. Бромптон

Зиму Браницькі проводили при дворі Катерини II у Петербурзі, а влітку переїжджали у свої маєтки в Україні, найчастіше — у Білу Церкву. Згодом, 1784 року, О. В. Браницька отримала цей маєток у дарунок від свого чоловіка й почала наводити в ньому лад. За характером графиня була вольовою, цілеспрямованою жінкою, яка вміла самостійно вирішувати питання керівництва маєтком. Попри величезні статки, вона була дуже ощадливою господаркою.
Парки європейських столиць, де вона неодноразово бувала, надихнули Олександру Браницьку на створення не менш вишуканого парку у своїй головній резиденції. Спочатку вона мала намір збудувати парк у Шкарівському лісі (за 10 км на південь від Білої Церкви)[джерело?], але згодом, детальніше ознайомившись з навколишньою місцевістю, зупинилася на ділянці віковічної діброви у західному напрямку, за 3 км від Білої Церкви, в урочищі Гайок. Назву парку дала на свою честь — «Олександрія».
1791 року помер князь Григорій Потьомкін. Після його смерті графиня, за підтримки Катерини II отримала більшу частину спадщини князя. Зважаючи на ту роль, яку зіграв у її житті Г. Потьмкін, Браницька вирішила присвятити будівництво майбутнього парку його пам'яті, а також збудувати в парку його мавзолей. Проект мавзолею виконав у 1795 році відомий архітектор, автор Таврійського палацу Г. Потьомкіна у Петербурзі — Іван Старов. Мавзолей мав стати домінантою всієї нової композиції парку «Олександрія». Він мав розповідати про життя та велич Г. О. Потьомкіна.

## Браницькі і цар Павло Перший
Після смерті Катерини II, російський трон успадкував Павло І, який вкрай негативно ставився до всього, що пов'язано з ім'ям князя Таврійського. Браницьких перестали приймати при дворі, за ними було встановлено таємний нагляд. Через це графиня вимушена була відмовитись від будівництва мавзолею. Замість нього, спираючись на композиційні частини проекту І.Старова, було збудовано декілька інших споруд. Для будівництва парку з Європи було запрошено спеціалістів-паркобудівників.

## Забудова парку

Стара Аустерія

Автором генерального плану забудови парку став французький архітектор Мюффо. Пізніше в парку працювали архітектори та садівники Ботані, Станге, Бартецький, Вітт, Єнс, які втілили в життя проект генплану та заклали основу паркових композицій, використовуючи існуючий лісостеповий ландшафт та природні діброві насадження. Одночасно зі створенням паркових насаджень почалося будівництво резиденції та інших архітектурних влаштувань. Перші роботи розпочалися 1793 року.
Багато рослин для парку завозили з Польщі, інших країн Європи й світу. Паралельно розпочалася робота з будівництва літньої резиденції графів Браницьких. «Аустерія» спочатку була лише літньою резиденцією, а пізніше стала й зимовою. Поруч із нею було розташовано комплекс павільйонів, зокрема числі Монарший павільйон, Бальна Зала та інші. З північної, східної і західної сторін головний палац оточували адміністративно-господарські будівлі, які замикалися внутрішнім майданчиком (дідинцем) розмірами 92×74 м. Під час буремних подій XX століття ці будівлі були знищені і до наших часів не збереглися.

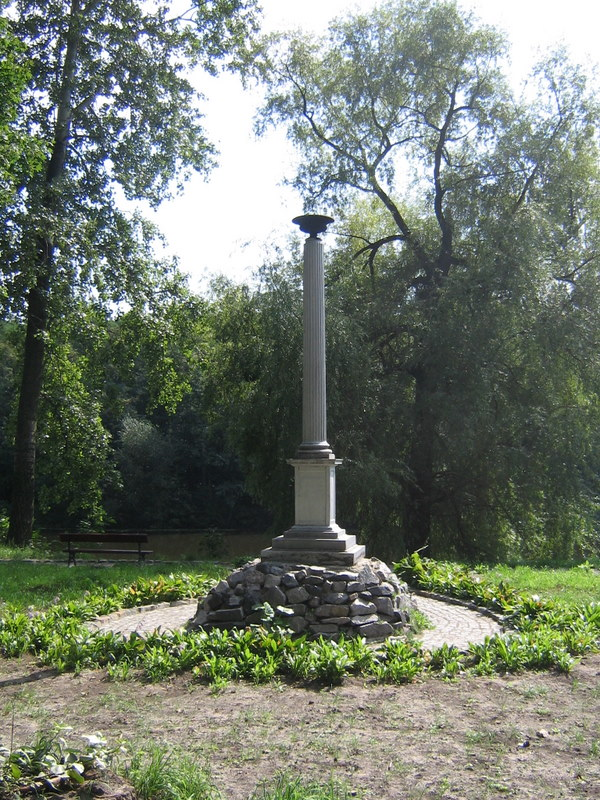
Колона Єнца

Решта території була призначена для художньої частини паркових облаштувань. До них належать Мала й Велика галявини з прилеглими архітектурними спорудами-капризами: Колонада «Луна», «Китайський місток», «Руїни», «Арочний місток», «Острів Марії», «Острів Троянд», різні види фонтанів, водоспадів та інші малі архітектурні форми. Разом з галявинами та дібровою, ставками та річкою Рось вони утворили єдиний парковий ансамбль. Алеї парку прикрашали бронзові і мармурові скульптури, вази.
На відстані близько 500 метрів від «Аустерії» розташовано економічний двір (з 1946 року адміністрація парку) — правління економа, що керував парковим господарством. Там містилися житла постійних працівників, майстерні, оранжерея та квіткове господарство, фруктовий сад, поруч — рибні стави. Великий штат обслуги забезпечував побут Браницьких та їх гостей. У теплицях для їх потреб вирощували екзотичні рослини: кактуси, орхідеї, ананаси, інжир, цитрусові, італійський виноград, китайські троянди, які досягали небачених розмірів[джерело?].
Поряд із палацовим комплексом із західного боку розташовано сад «Мур» (його обгороджено мурованою цегляною стіною для захисту теплолюбних плодових дерев від холодних вітрів); зі східного боку — «Клини», сад Катерини II, Сад Потьомкіна, Російський сад, городи.
Західна частина парку — третина всієї паркової території, відмежована дорогою від економічного двору до Сквирського шляху, була відведена під мисливські угіддя (звіринець) і служила як лісопарк. Нині вона розширена ще на 96 га.
У східній частині парку був сад, який мав назву «Дружній». На залізних декоративних воротах було викарбувано французькою мовою: «Перед тим як ввійти, порадься зі своїм серцем: чи вмієш ти цінувати дружбу». У глибині саду була побудована Ротонда у вигляді мушлі, де стояло погруддя князя Григорія Потьомкіна.
1815 року О.Браницька привезла в Білу Церкву з Берліна молодого садівника Августа Єнца, який протягом наступних 54 років працював у парку, створюючи все нові й нові композиції. Творінням його рук є ландшафтні композиції, які збереглися й до наших часів на Великій і Малій галявинах. Як подяку за його багаторічну працю та на честь 50-річчя його служби, господарі встановили в парку пам'ятну металеву колону.

### Розквіт

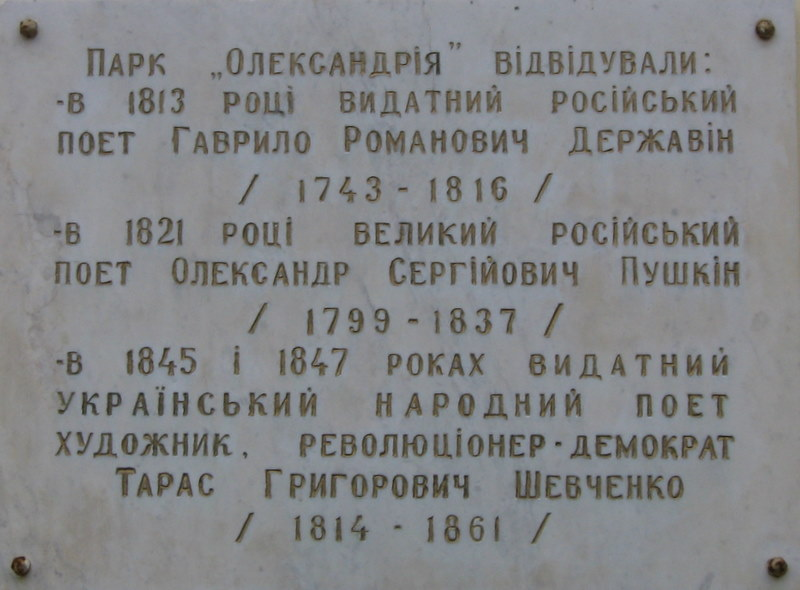
Меморіальна дошка на будівлі адміністрації

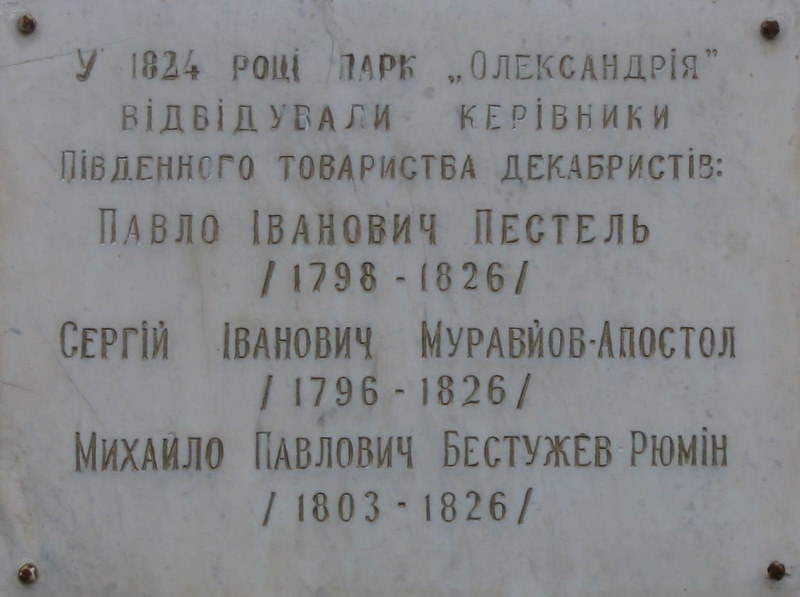
Меморіальна дошка на будівлі адміністрації

У середині XIX століття парк «Олександрія» набув неабиякої слави. Його відвідували відомі люди того часу: Г. Р. Державін, О. С. Пушкін, Т. Г. Шевченко. Неодноразово тут бували декабристи (члени Південного товариства): Бестужев-Рюмін, Муравйов-Апостол, Пестель та ін., відомі польські поети та художники: Ян Ліппоман, котрий написав про «Олександрію» вірші, Ян Бровінський, який після відвідування парку видав поему «Олександрія».
|                                                 | Зі старої аустерії, що над трактом стала, Яка тільки подорожніх щиро вітала, Як звичайно буває, Для мандрівників повстала, зненацька Виріс палац великий, прекрасно умебльований З дідинцем і будинками довкола, Цей напис «Аустерія» досі залишається Бо в гостинному палаці звичаї залишаються. |
| — Ян Бровінський , поема «Олександрія», 1848 р. | |

Цікавими є малюнки, створені художниками того часу: Вілібальдом Ріхтером, Наполеоном Орда, Міхаліною Бержінською, Феліксом Брзозовським та ін. (період 1820—1840 рр.). Найкращі малюнки були виконані Вілібальдом Ріхтером — так званий «Альбом Білоцерківський, документації місця та епохи», який перебуває нині в Марії Рей з дому Потоцьких у замку Монтрезор у Франції[джерело?]. Альбом є великою книгою (24 ілюстрації), переплетеною в шкіряну оправу з позолотою і металевим обрамленням, де розміщено кольорові акварелі.
Парк часто відвідували члени царської родини, з якими Браницькі підтримували дуже тісні стосунки. У парку було окреме місце, так званий Царський сад, де зростали одна модрина та 7 американських лип, які були посаджені імператорами Олександром Павловичем та Миколою Павловичем, княгинею Олександрою Федорівною. Кожне дерево було обнесене чавунною огорожею, на якій під кроною була мідна дощечка з написом: ким і коли посаджене дерево.

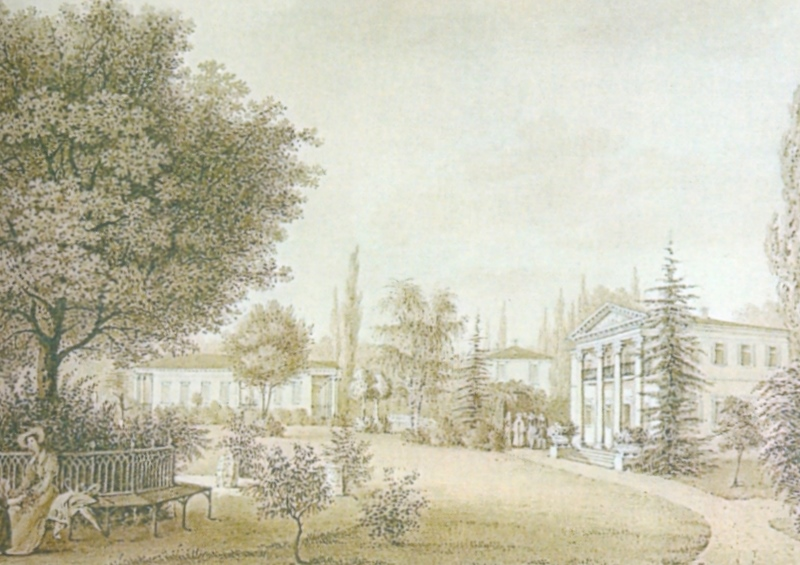
Вид на Великий павільйон
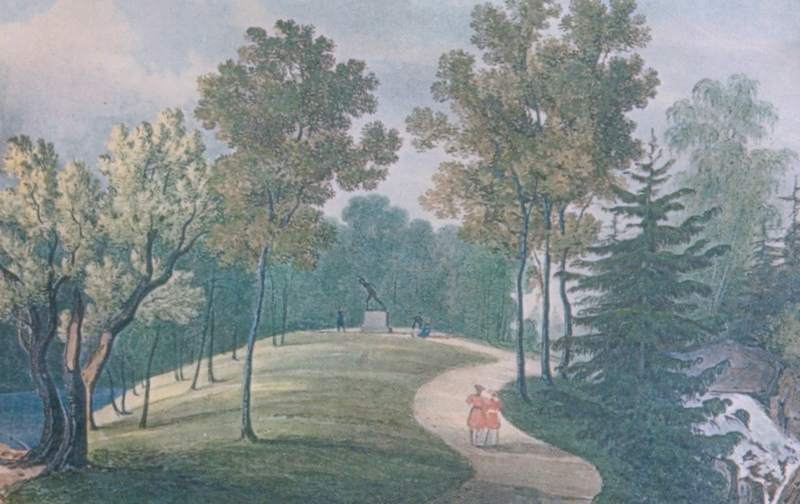
Дорога до статуї «Гладіатор»
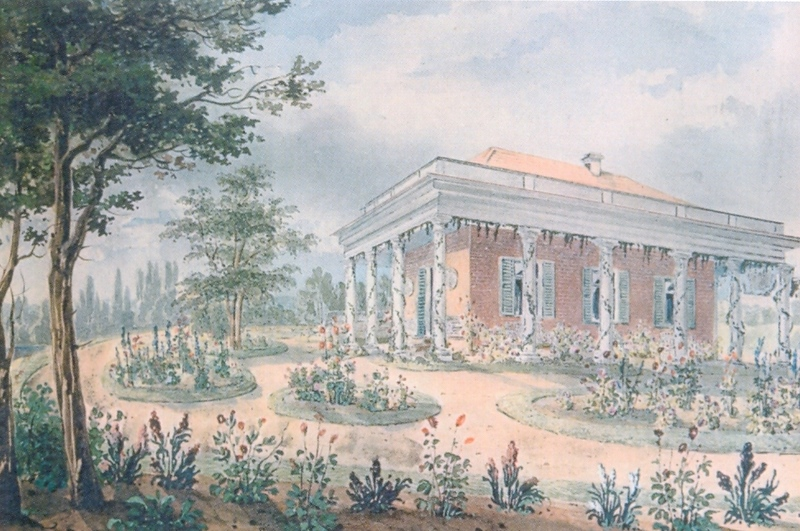
Турецький будиночок
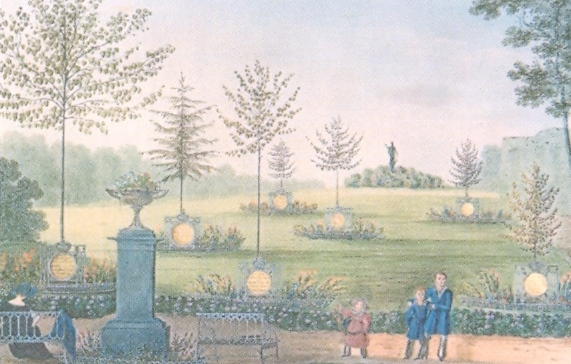
Царський сад

### Занепад

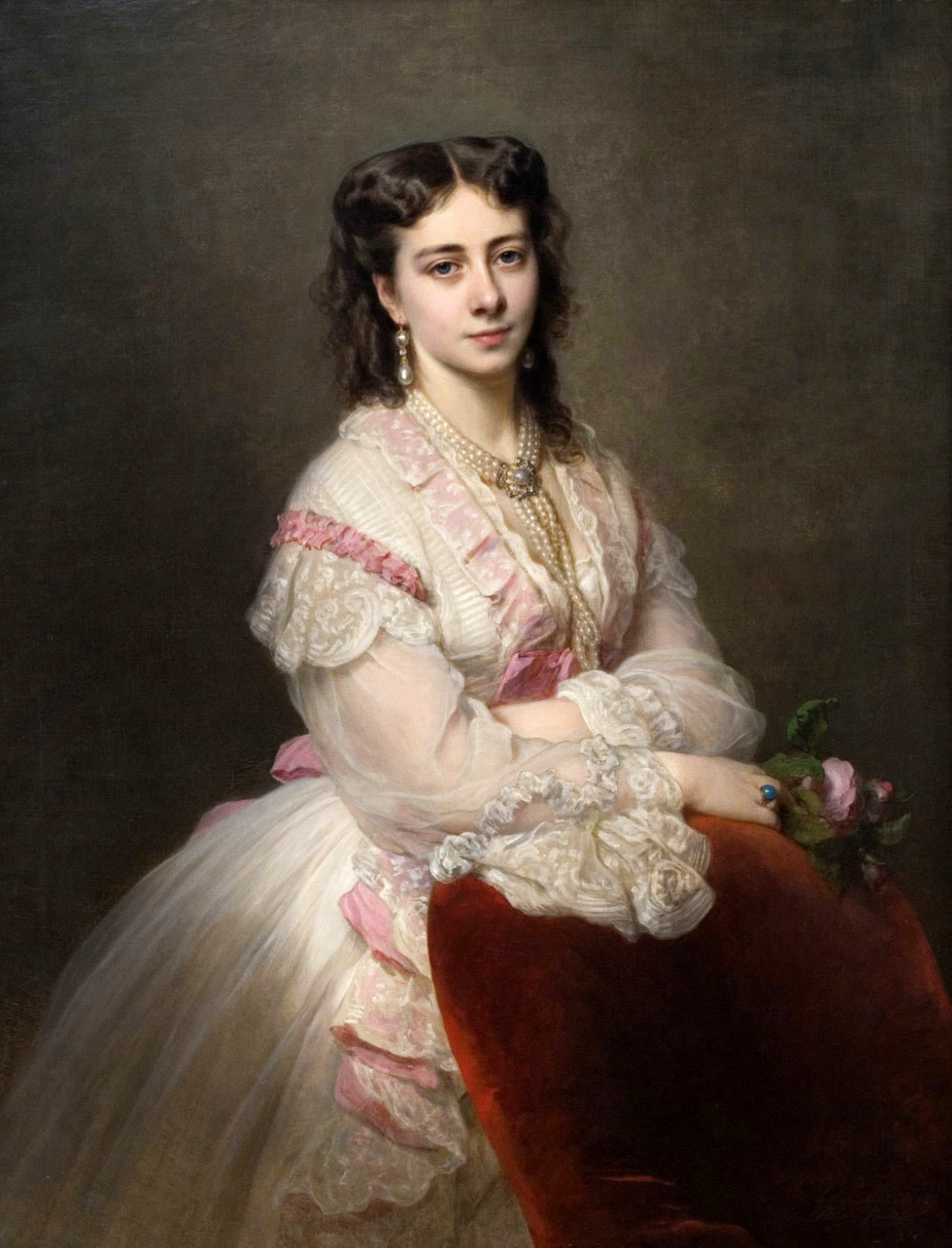
Марія Браницька. Франц-Ксавер Вінтерхальтер, 1865.

Реформа 1861 року, яка скасувала кріпацтво, позбавила Браницьких безкоштовної робочої сили. Із того часу розвиток парку «Олександрія» уповільнився. Практично до 1917 року в ньому виконувались роботи, пов'язані тільки з доглядом вже наявних об'єктів. Після скасування панщини, коли за роботу стало потрібно платити, художній образ парку щораз гіршав. Занепадала дорожня мережа, протоки островів замулювалися, острови зливалися з берегом, павільйони-капризи, зокрема «Руїни», ушкоджувалися й не відбудовувалися. Деякі інші декоративні павільйони («Люстгаус» тощо) перетворювалися на сараї.
Три покоління графів Браницьких розбудовували парк. Після смерті Олександри Браницької в 1838 році парк та маєтки успадкував її син Владислав Ксаверійович (1783 — 1843). Наступним володарем був Владислав Владиславович (1826 — 1884). Останньою володаркою маєтків до 1917 року була дружина графа Владислава — Марія Євстафіївна з роду Сапєг. За свідченням сучасників — це була дуже милосердна людина, яка з добротою і повагою ставилася до простих людей. Нащадки Браницьких й понині живуть у Франції, Польщі та інших країнах світу.
Під час громадянської війни 1918—1921 років парк зазнав величезних втрат. Більшість архітектурних споруд була повністю або частково зруйнована. З «Олександрії» вивезли велику кількість цінних мармурових та бронзових скульптур, значних збитків було завдано й парковим насадженням.

З 1921 року «Олександрія» стає основною базою його навчально-дослідного господарства. «Олександрія» отримує нову назву — парк ім. Ч. Г. Раковського. Виходячи з потреб відбудови господарства перших років Радянської влади час від часу, поволі «на цеглу» розбиралися зруйновані, або напівзруйновані споруди, вирубувалися дерева. 

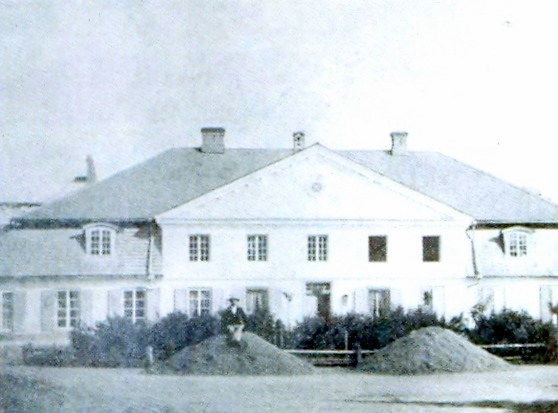
Будинок садівника, фото 1914 року.

Площа парку використовувалась не з декоративною метою, як це мало бути а задля добування деревинної маси. Ще більшої руйнації парк зазнав після рішення Білоцерківського окружного виконавчого комітету в лютому 1928 року про забудову на території парку водогону для міста.
У 1922 році рішенням Київського губернського комітету парк «Олександрія» був проголошений заповідником і до 1946 року входив до складу сільськогосподарського технікуму, а згодом інституту.
Велику руйнацію принесли парку роки Другої світової війни. Ще більше були зруйновані архітектурні споруди, пошкоджена або зовсім знищена значна частина дерев. Під час німецької окупації в 1943 році було зрізано понад 3 га вікових дерев сосни звичайної. Водночас на попередньому рідколіссі: зона Дідинця, Саду Катерини II та Потьомкіна — все вкрилося густим самосівом, знівелювавши попередній художній образ цих ділянок парку. Руїни споруд — палацу, флігелів, танцювального павільйону заростали самосієм.

### Відновлення
Постановою від 10 квітня 1946 року Рада Міністрів СРСР передала парк «Олександрія» у віддання Національної академії наук України[джерело?], якій він підпорядковується в даний час. З цього часу розпочалися роботи з відбудови парку, які набули особливого змісту після передачі «Олександрії» в 1953 році для науково-методичного керівництва Центральному республіканському ботанічному саду Академії наук УРСР. 1955 року було розроблено проект реставрації і розвитку парку. 1957 року, під керівництвом і за активної участі Д. М. Криворучка в парку розпочалися реставраційні роботи. Було відновлено всі основні паркові споруди за винятком палацу і танцювального павільйону: головний вхід, Ротонда, Колона печалі, Великий водоспад, колонада Луна, Китайський і Арочний містки, фонтани. Одночасно були збудовані нові об'єкти — джерело «Лев», «Кругла альтанка», закладені нові паркові насадження. В процесі реставрації й розвитку рослинного комплексу було визначено ландшафтні райони парку, проведено комплексну оцінку природних чинників території і ландшафтна таксація наявних насаджень, організовано центральне планувальне ядро, знайдено рішення нових ділянок у поєднанні з композицією парку в цілому. Була впорядкована і розвинена мережа алей, забезпечені водо- і електропостачання, каналізація.

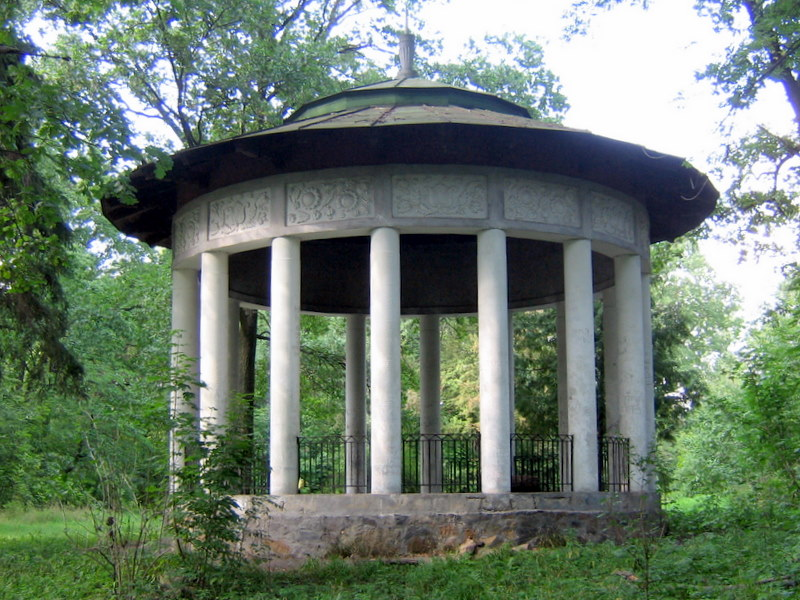
Кругла Альтанка

Оскільки старе архітектурне ядро — Дідинець, було втрачено, виникла необхідність організації нового композиційно-планувального центру. Мережа дев'яти алей, що відходять від колишнього композиційного центру — палацу, збереглася і займає панівне становище в композиції парку. У зв'язку з цим було визнано логічним і необхідним відновлення пам'ятника архітектури — палацу і танцювального павільйону на колишньому місці з розміщенням там адміністративної частини і паркового музею з картинною галереєю. У західній частині парку з'явилося декілька ландшафтних фрагментів, мало пов'язаних між собою: ялинова алея, півколо каштанів і куртина ялин.
Оновлена широка дубова алея, котра починається від Дідинця, проходить Дібровку, кам'яну дамбу, розкриває пейзажі горіхової галявини, Круглої альтанки і вливається в алею, що веде до Палієвої гори. У східній частині парку проектується Східна поляна, оточена рамкою із старих паркових насаджень
Влітку 2007 року дендропарк «Олександрія» став одним із номінантів проекту «Сім чудес України»[джерело?].

## Архітектурні споруди та скульптури

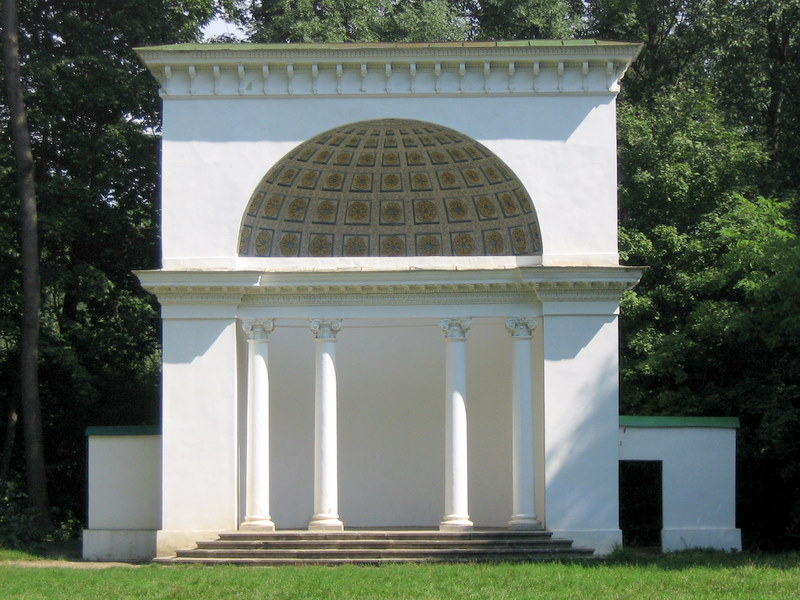
«Ротонда»

З рідкісними, цікавими рослинами, галявинами та дібровою, до паркового ансамблю було включено і досить багато архітектурних споруд різного цільового призначення, які гармонійно доповнювали парковий ансамбль. Серед них є чимало таких, що збереглися і до нашого часу.

### Східна частина
Неподалік головного входу знаходиться споруда, яка носить назву «Ротонда». В різні часи вона була відома, як «Павільйон Потьомкіна» або «Раковина Потьомкіна». Споруда збудована в стилі розвинутого класицизму у вигляді напівкруглого павільйону з прорізаною в передній стіні напівкруглою аркою. Купол та арка оздоблені оригінальним декоративним ліпним орнаментом. У центрі павільйону знаходився мармуровий бюст Г. Потьомкіна з написом під ним: «Полезен миром и войной, Екатеринин друг, благотворитель мой». Споруда домінує над пейзажем цієї частини парку. Саме для того, щоб підкреслити її значення, перед нею був створений прямокутний майданчик. Висота павільйону «Ротонда» 10,5 метрів, ширина — 9 метрів. Деякі дослідники припускають, що «Ротонда» була ядром меморіального комплексу, присвяченого князю Г. О. Потьомкіну, в який ще входило підземне святилище. Не підтверджена і не спростована версія про перепоховання праху Григорія Потьомкіна в парку «Олександрія».

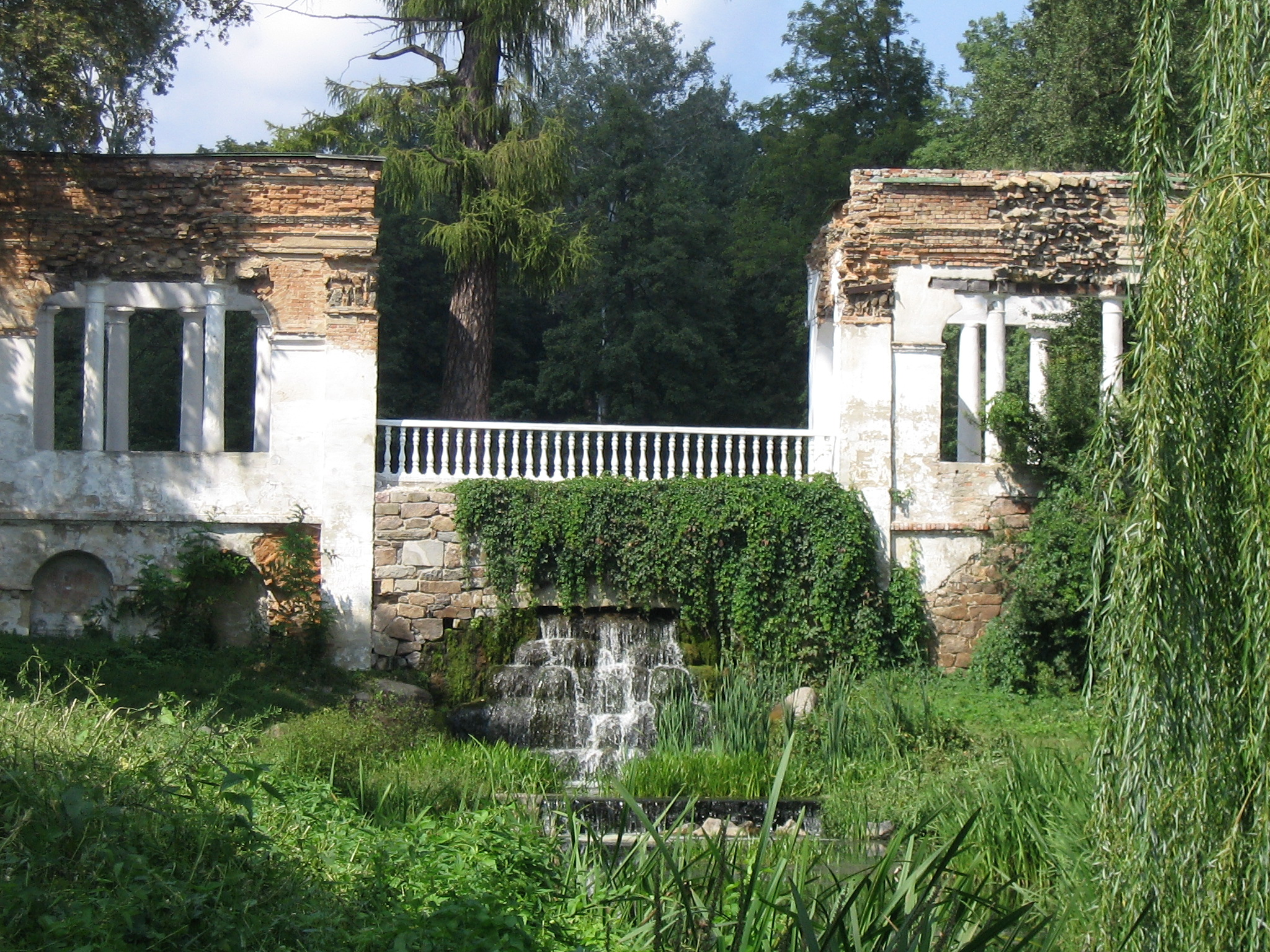
Руїни

Неподалік центральної алеї парку, на кам'яному квадратному постаменті стоїть колона, яка зараз називається «Колона Пелікана». Верхня частина колони завершувалась скульптурою пелікана, який годує чотирьох пташенят. Багато дослідників вважає, що колона збудована на честь царя Олександра І і його масонських уподобань. Відомо, що цар був не тільки покровителем масонів, але і сам брав неодноразово участь у їхніх обрядах. Знаком масонської ложі був хрест, в центрі якого знаходився пелікан у короні, який годував своїх дітей.
Однією з найоригінальніших архітектурних споруд парку є каприз «Руїни», побудовані наприкінці 18 століття. Своїм виглядом вони нагадують старовинний зруйнований замок. Основна мета споруди — створити ілюзію зруйнованих часом будівель. Крім естетичного призначення, «Руїни» виконують практичну роль підпірної стіни. Будівля складається з двох ярусів. Нижній ярус знаходиться наполовину в землі, другий, у вигляді високої будівлі без даху, знаходиться на дамбі. З-під «Руїн» б'є потужній водоспад. Посередині спорудили розташований оглядовий майданчик, з якого відкривається краєвид на річку Рось. Сьогодні до цього архітектурного ансамблю належить острівець з фонтаном і місточок через вузьку протоку, яка впадає в Рось. Подібної архітектурної споруди в інших парках України немає.

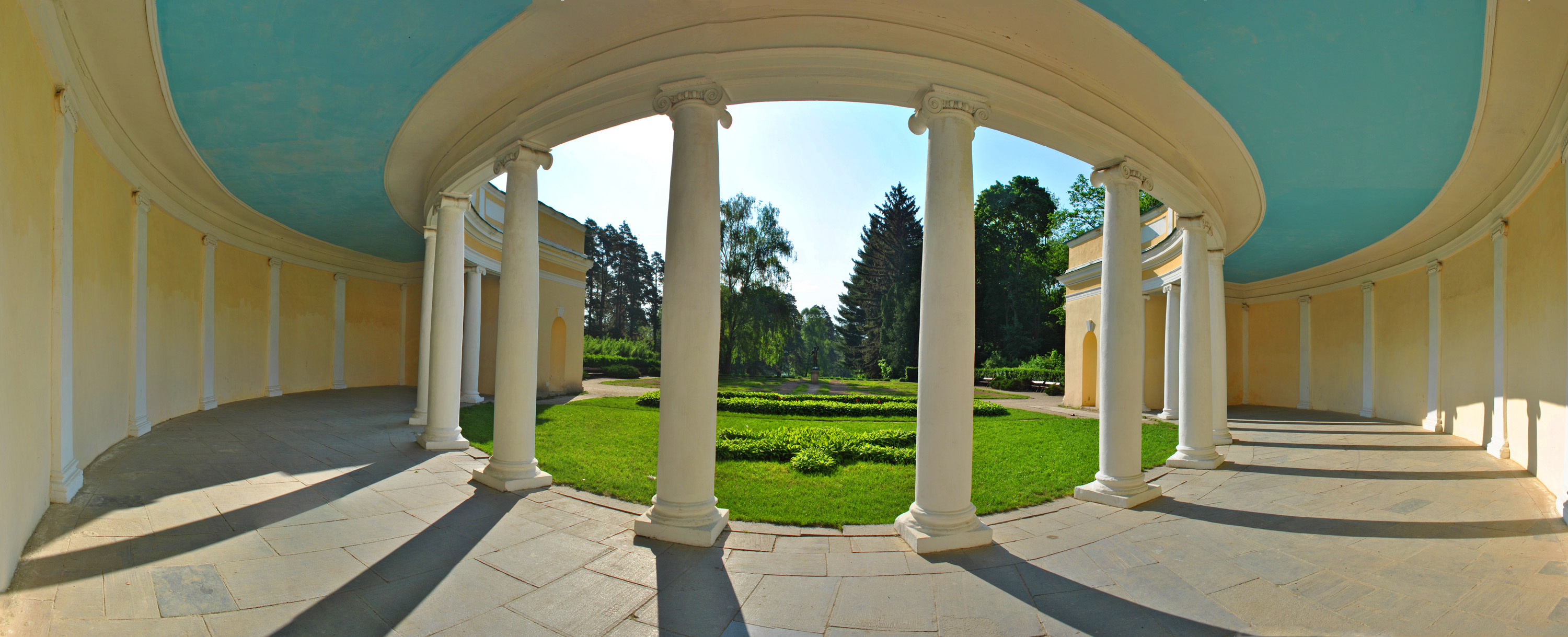
Колонада «Луна» зсередини

Одним з найцікавіших об'єктів «Олександрії» є Колонада «Луна», виконана у вигляді грецького амфітеатру. Зі східної сторони вона прилягає до Великої галявини, створюючи разом з нею єдиний архітектурно-парковий ансамбль. Споруда виконана у формі напівкруглої стіни з радіусом 16 метрів. Її фасад — відкрита колонада з 14 колонами, які утворюють галерею. Обидва кінці галереї завершуються прямокутними приміщеннями, які декоровані фронтонними портиками, що надає споруді архітектурної форми. На фронтонах бокових приміщень є барельєфне зображення молодої жінки, яка сидить, гойдаючи на нозі дитину.

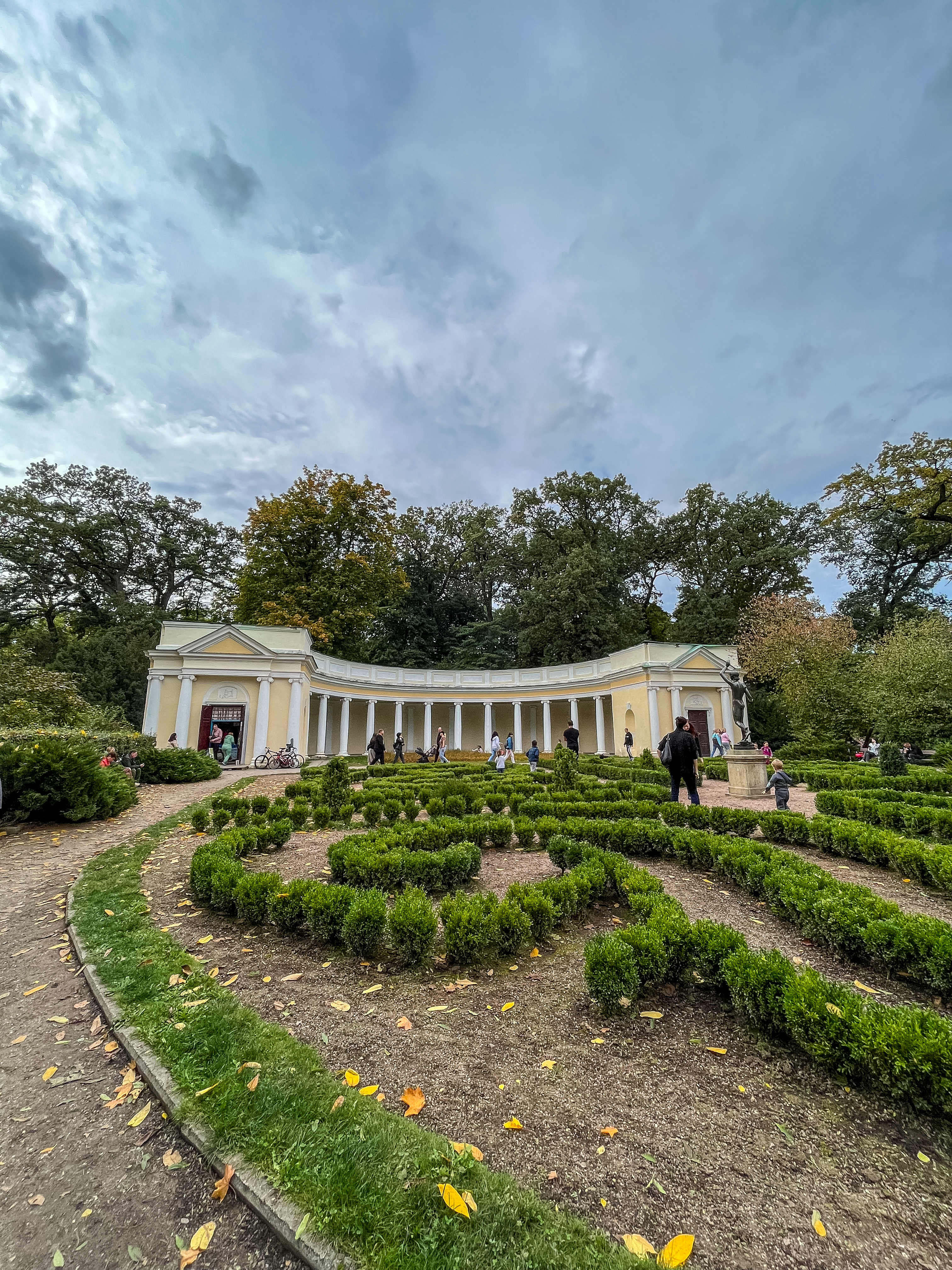
Парк «Олександрія» та паркові споруди, Біла Церква, Сквирське шосе

Головний фасад павільйону орієнтований на галявину і річку Рось, що відкривається за нею. В часи Браницьких в павільйоні знаходилося зібрання мармурових скульптур та ваз. Перед павільйоном розташований півовальний майданчик зі скульптурою римського бога торгівлі, покровителя мандрівників — Меркурія. Назва павільйону «Луна» не випадкова і пов'язана з унікальними акустичними властивостями споруди. Слово, навіть пошепки вимовлене в одному кінці споруди, без спотворень, передається в інший кінець, хоча відстань становить 34 метри. Колись, під час приїзду гостей, у павільйоні грав оркестр, звуки якого лунали в усіх куточках парку. В святкові дні в Колонаді «Луна» проводяться концерти духової та камерної музики.

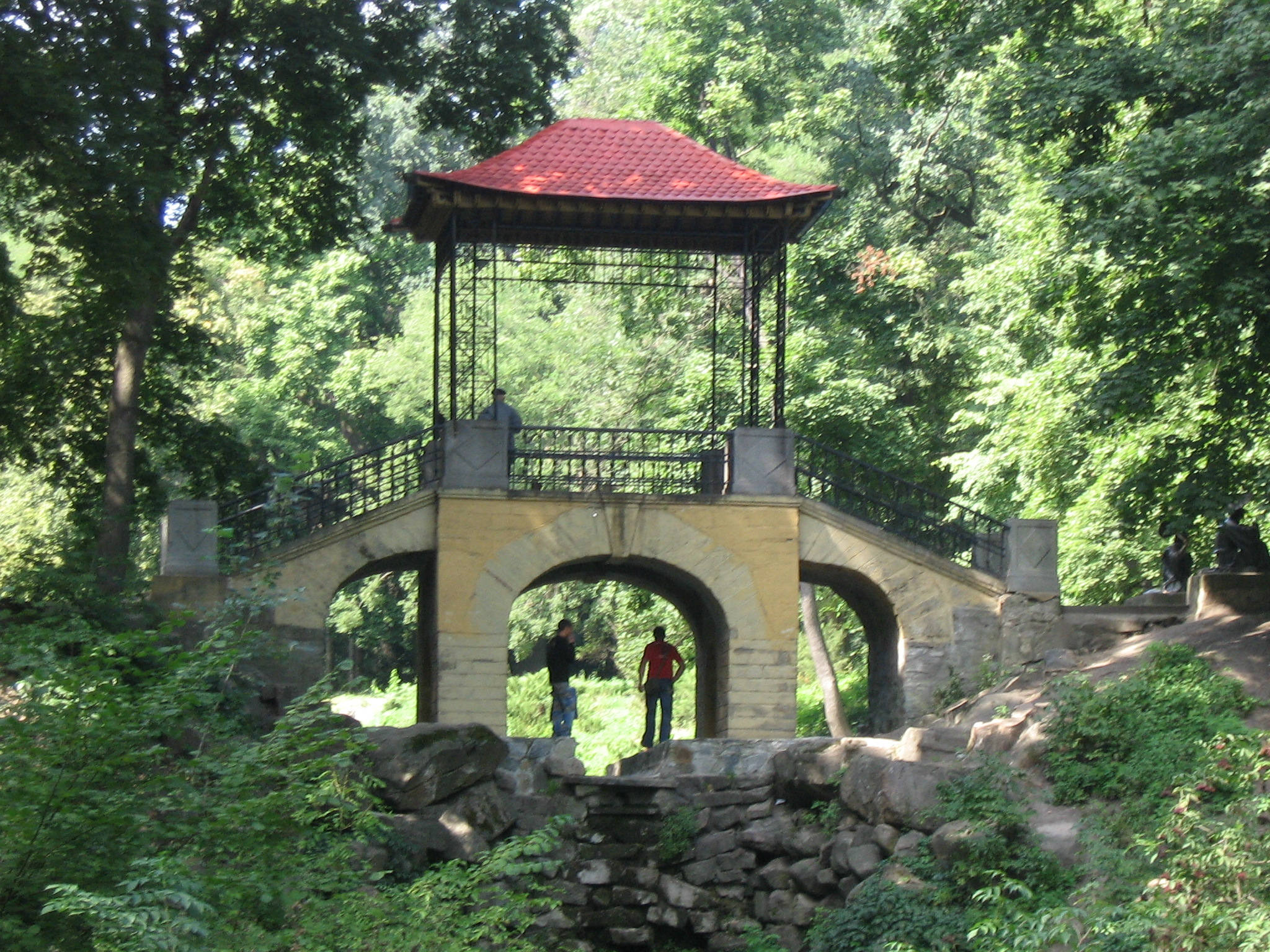
Китайський місток

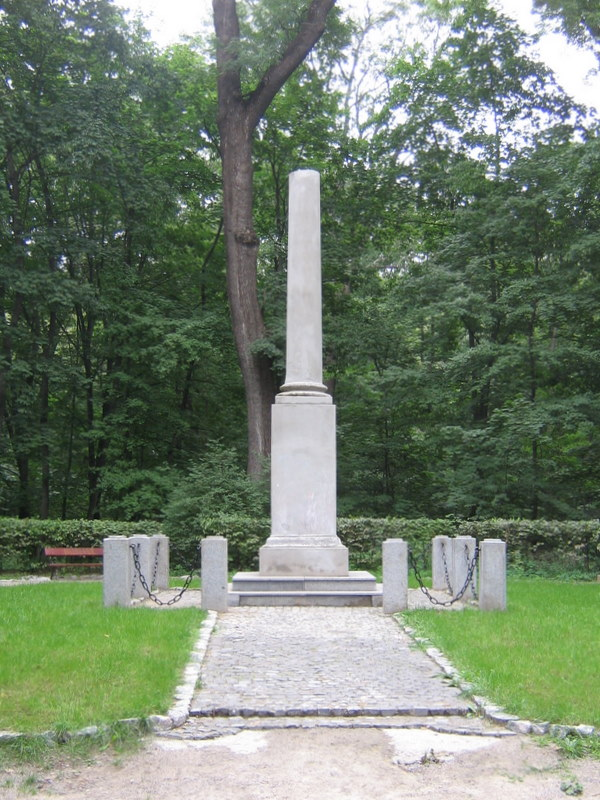
Колона суму

«Китайський місток» — так називається ще одна мала архітектурна споруда. Таку назву вона дістала завдяки альтанці на містку, дах якої нагадує дахи китайських пагод. Спорудження містка-альтанки відбувалося в період активної забудови парку. Місцевий ландшафт підкреслює екзотичний вигляд містка, з якого відкриваються краєвиди на верхнє озеро з водоспадом та нижнє озеро. Для надання споруді монументальності, нижня частина містка виконана з масивних блоків граніту та пісковика. Розташований на греблі між двома ставками Середньої балки, місток виконує чисто декоративну функцію.
На початку 90-х років 19 століття перед спорудою було установлено бронзові скульптури китайського мудреця і китаянки, які вдало доповнили архітектурний ансамбль. Існує повір'я, якщо потриматися за бороду мудреця, то можна сподіватися на виконання найпотаємніших бажань.
У 1829 році була створена ще одна архітектурна композиція — «Варна». Вона була побудована неподалік літнього палацу Браницьких на честь взяття російськими військами, як тоді вважалося, дуже міцної, неприступної турецької фортеці в місті Варна. В штурмі фортеці брав участь і зять графині Браницької Михайло Воронцов. На оточеному ровом невеликому острові є два уламки скелі, стягнуті обручем. У цій ніші стояла скульптура.

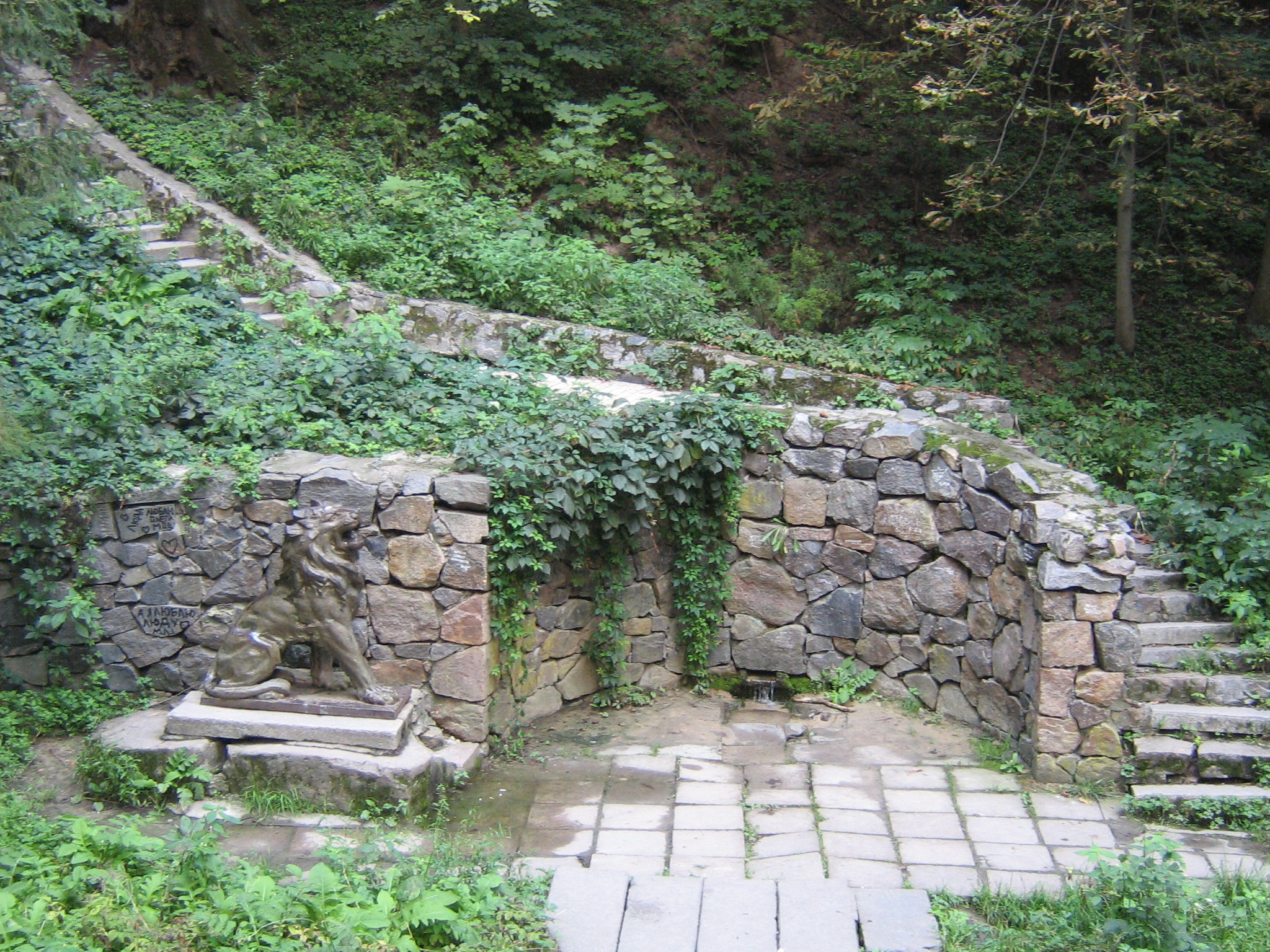
Джерело «Лев»

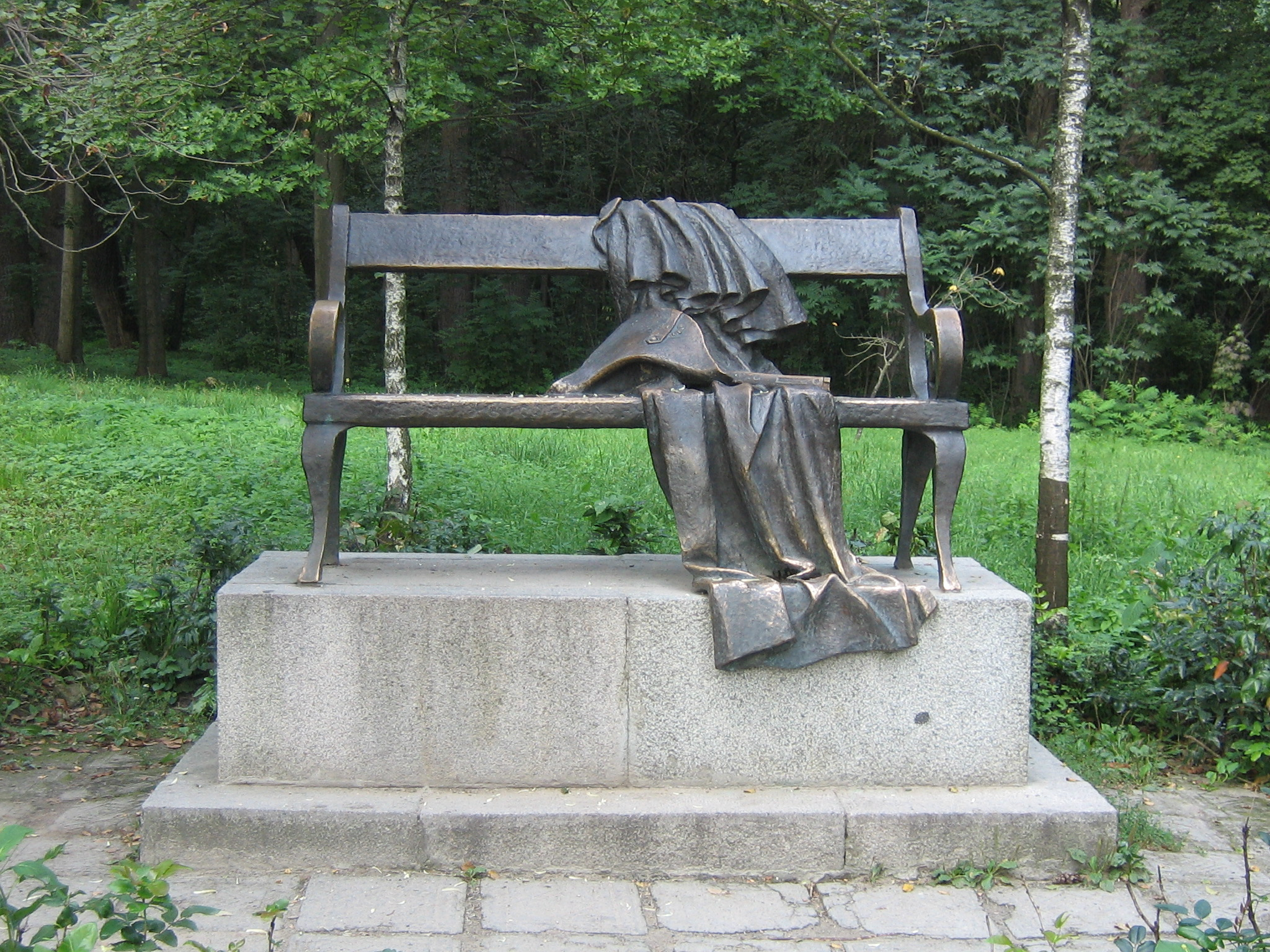
Лава декабристів

У верхів'ї балки ставу «Холодний», в історичній частині паркових влаштувань знаходиться колона «Глобус». Ідея цього пам'ятника достеменно не відома. На виготовленій з пісковика колоні встановлено глобус (Земну кулю), — опоясаний срібним обручем. На глобусі, також із срібла, нанесено картосхему земельних володінь графів Браницьких (у співвідношенні до Земної кулі).
У 1992 році на честь гвардійських офіцерів, учасників війни Росії з Наполеоном (1812 року) — Пестеля, Бестужева-Рюміна, Муравйова-Апостола та ін., які неодноразово відвідували парк «Олександрію» встановлена Лава декабристів.
На території парку є багато місць де на поверхню пробиваються джерела з кришталево-чистою водою. Найбільш облаштоване і відоме джерело носить назву «Лев». Назву воно отримало завдяки скульптурі, що знаходиться поруч і ніби охороняє джерело. По одну сторону балки прокладено пішохідні доріжки з дикого каменю, змуровано підпорні стінки. Самі схили вкриті багатовіковими деревами. Вода в джерелі насичена радоном, лікувальні властивості якого відомі. Температура води постійна і не залежить від пори року — +9 °C. Недалеко від нього з-під землі б'є джерело, яке охороняє скульптура за розміром меншого лева.
Джерела — це частина загальної гідросистеми парку, яка налічує 25 водоймищ: Дзеркальний, Холодний, Водяник, Русалка, Лебединий, Срібний серпанок та інші.
У 1962 році на території парку на першому поверсі адміністративного приміщення було відкрито музей. Його експозиція знайомить відвідувачів з історією створення парку «Олександрія», трьома поколіннями його власників — графів Браницьких. Основою експозиції є скульптури з білого італійського мармуру. Декілька з них роботи відомих італійських майстрів 18 століття, авторство інших скульптур не встановлено, але виконані вони на надзвичайно високому художньому рівні. Це лише невелика частина величезного зібрання із колекції Браницьких. Скульптури були придбані власниками парку під час поїздок Європою. Багато робіт було подаровано Браницьким Катериною II та князем Г. О. Потьомкіним. В часи революції, громадянської війни, а пізніше і Німецько-радянської війни, більшість колекції була пограбована або знищена. Збереглося лише 16 чудових скульптур італійських митців: «Три грації» (Антоніо Канова), «Хлопчик із собакою» та «Хлопчик із луком» (Памполоні) та інші, які нагадують колишню розкіш палаців та парку.

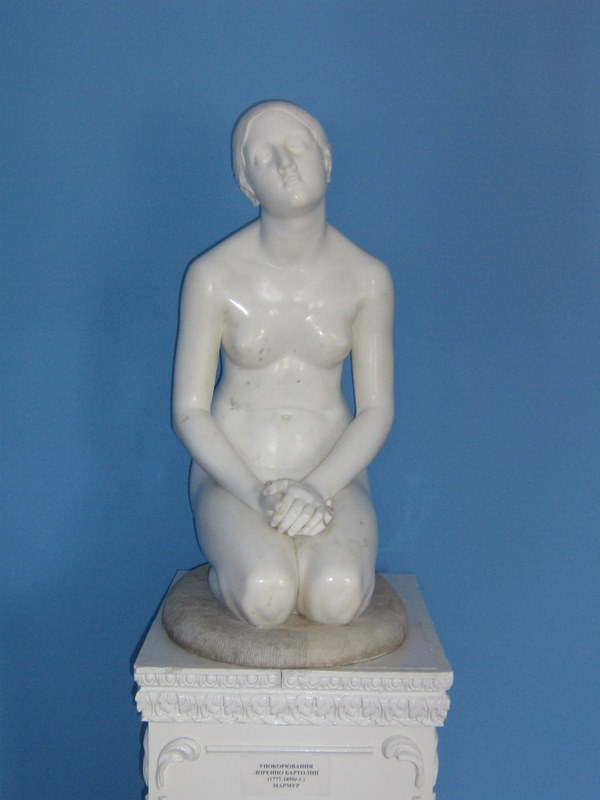
Скульптура "Упокорювання"
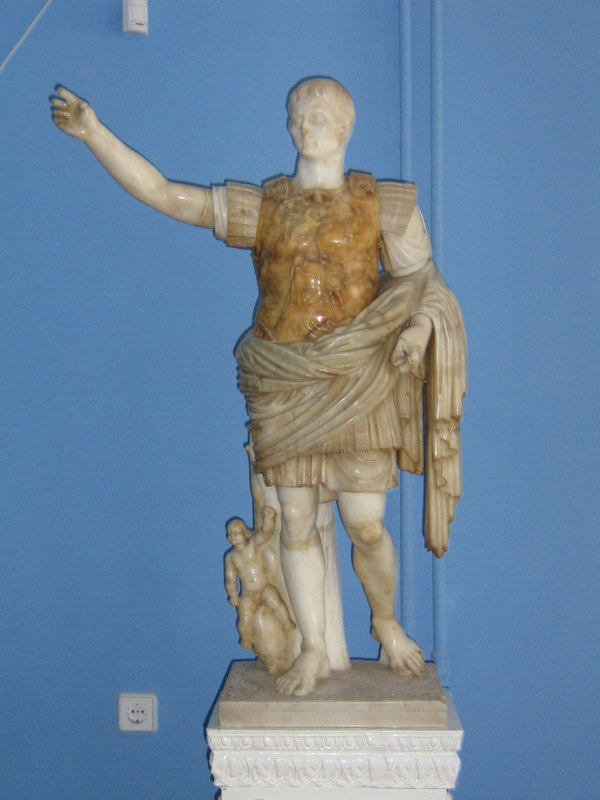
Октавіан Август
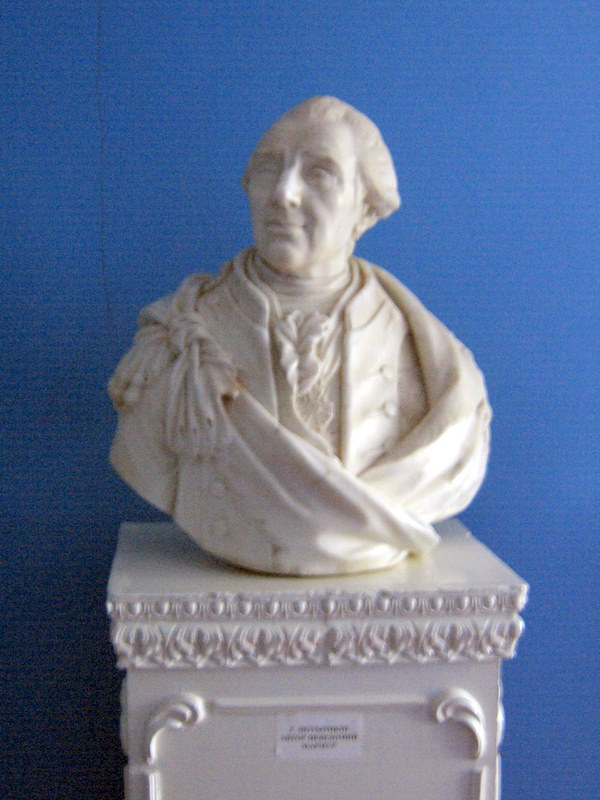
Бюст Григорія Потьомкіна
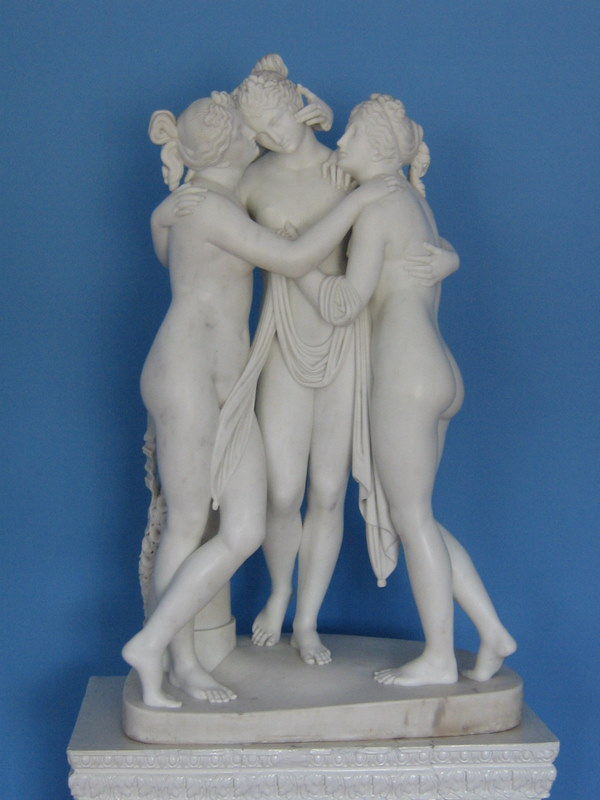
Три грації

### Західна частина

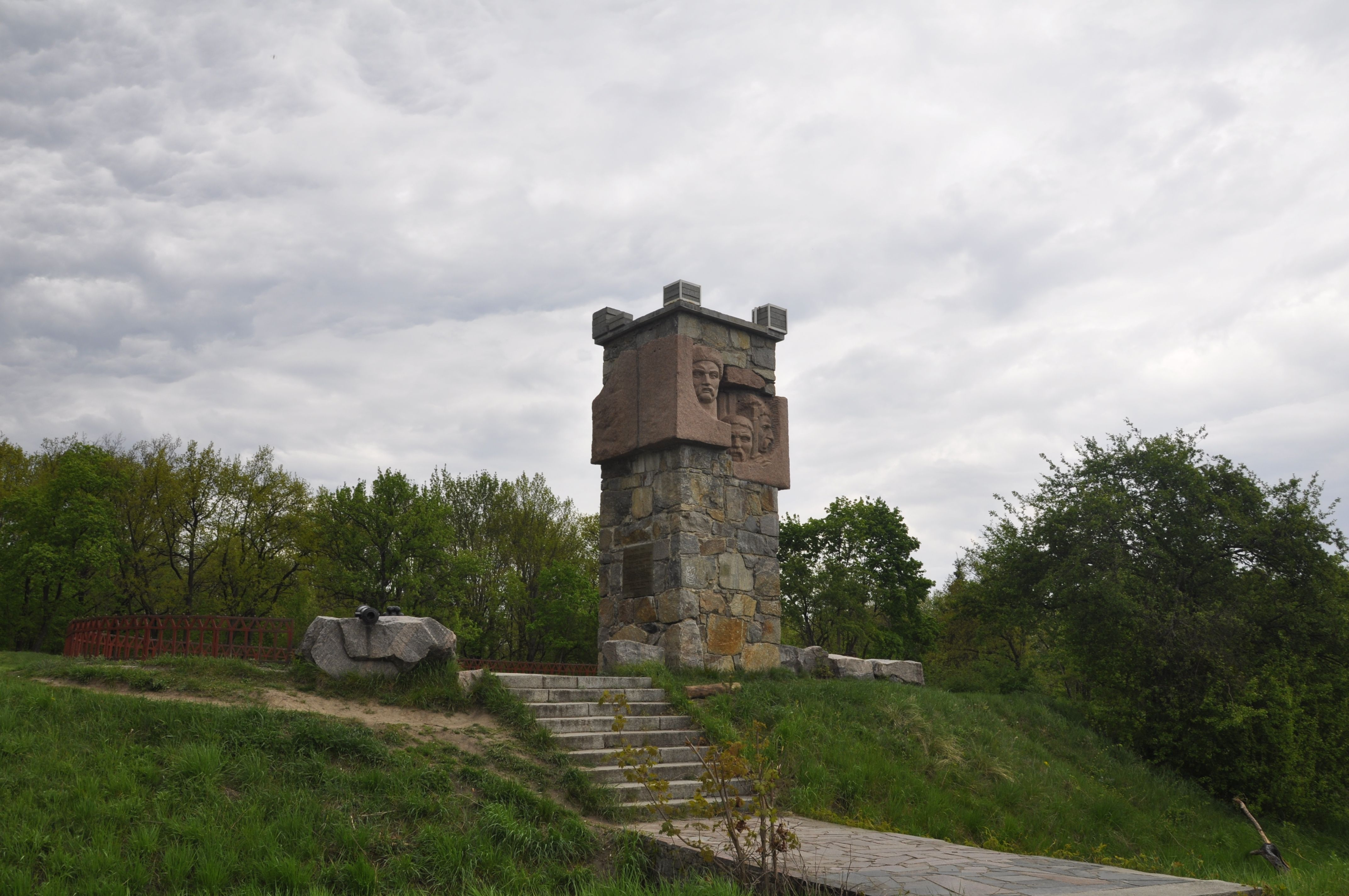
Палієва гора

У західній частині парку розташована найвища Палієва гора. Крутий, кам'яний схил цієї гори сягає у висоту 27 метрів. На початку 18 століття тут тривалий час (1702–1704 рр.) стояв табором один із загонів козацького ватажка Семена Палія. У глибині Палієвої гори і досі видно рештки земляних укріплень козаків. У 1980 році на честь тих давніх подій, на горі було встановлено пам'ятник. Це кам'яна вежа з барельєфом козацьких голів та сценами з бойового життя козаків. Біля вежі стоїть чавунна гармата з ядрами. З цього місця відкривається мальовничий краєвид на річку Рось. Відомі свідчення сучасників про те, що Палієва гора має розгалужену систему підземних ходів, один з яких колись виходив до річки Рось[джерело?].

### Північна частина
У північній частині розташований сад «Мур». Він має прямокутну форму з розмірами сторін 300×100 м. Площа 3 га. По всьому периметру огороджений цегляним муром висотою 3 м і вкритий червоною черепицею. Побудований з метою створення на території парку ще більш відокремленого, інтимного куточка, який дозволяв би господарям уникнути небажаного спілкування з відвідувачами. Поряд із декоративними рослинами, тут розміщено цілий ряд цінних сортів, видів і форм плодових та ягідних рослин, які на той час були досить рідкісними в Україні. Нині[коли?] тут відбувається відновлення насаджень. Створюється імітація таємного саду з оригінальним лабіринтом із рослин, а також закладено декоративно оформлену колекцію перспективних форм та сортів плодових рослин. Створено дегустаційний зал.

### Південна частина
У Південній частині парку, неподалік від річки Рось, розташована споруда, яка має назву Турецький будиночок. Він був побудований після турецької кампанії 1828 року. В його стіни були вмуровані мармурові плити, на яких є написи древньотурецькою мовою, що прославляють велич шаха Махмуда Хача Гази, котрий побудував неприступну фортецю в місті Варна (Болгарія). Після взяття фортеці російськими військами фельдмаршал Румянцев (який товаришував з графами Браницькими) привіз їх як трофей в «Олександрію». Дослівний переклад написів[джерело?]:
- I плита. «Справедливий Шах Махмуд Хан заснував нову фортецю. Нехай принесе йому пророк віру в перемозі над противниками. Ця фортеця стала вершиною небаченою людських рук. Побудував нову величну фортецю непереможний володар».
- II плита. «Нехай радується великий султан Махмуд Хан Газі, хай продовжиться життя і час його володарювання. Яку чудову та величну фортецю він побудував. Ця фортеця володаря всього світу спонукає до запопадливості служителів слова. Смиренний Мустафа Нурідада» Варін (Варна)

## Рослинність парку

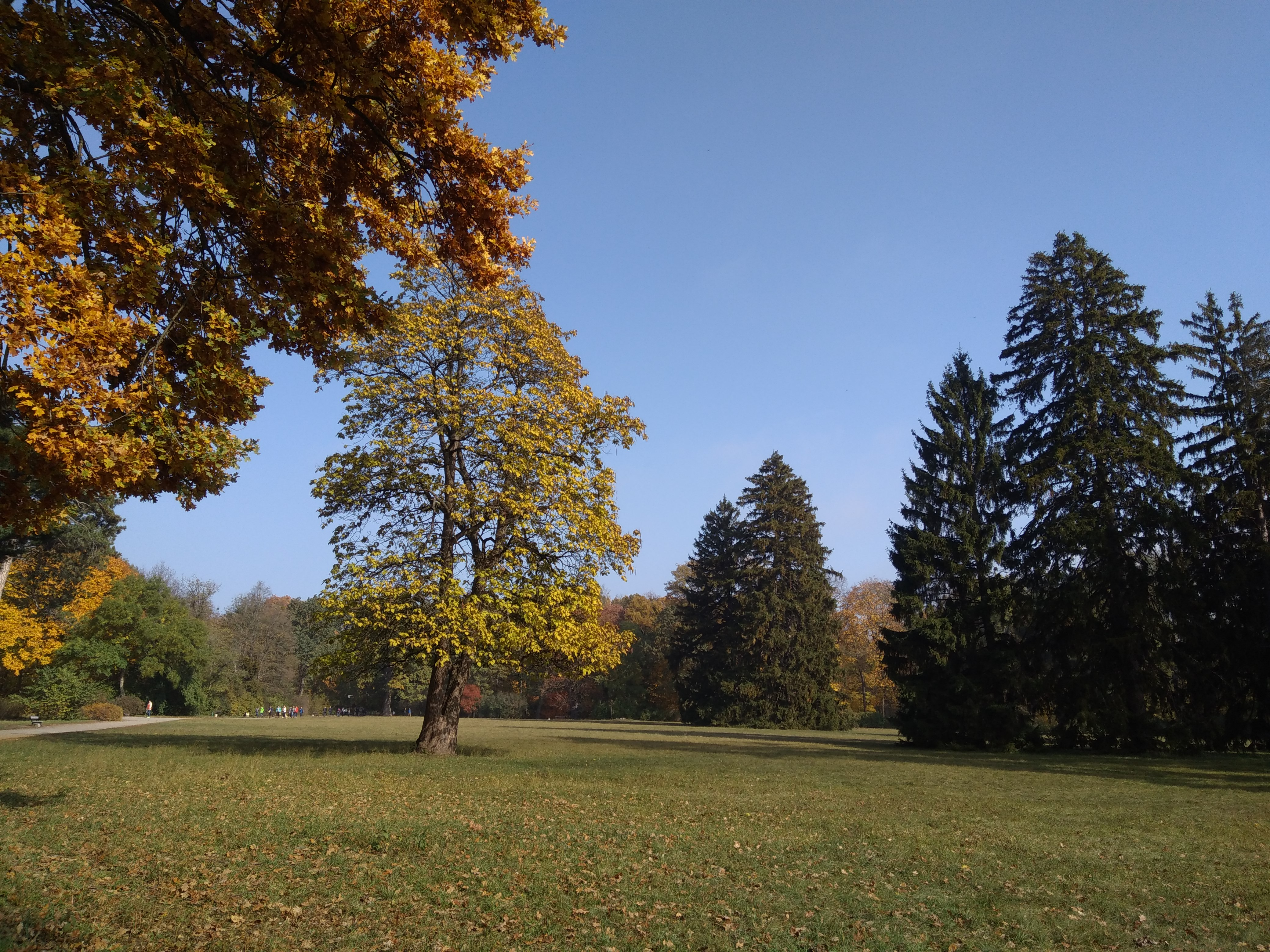
Велика галявина парку

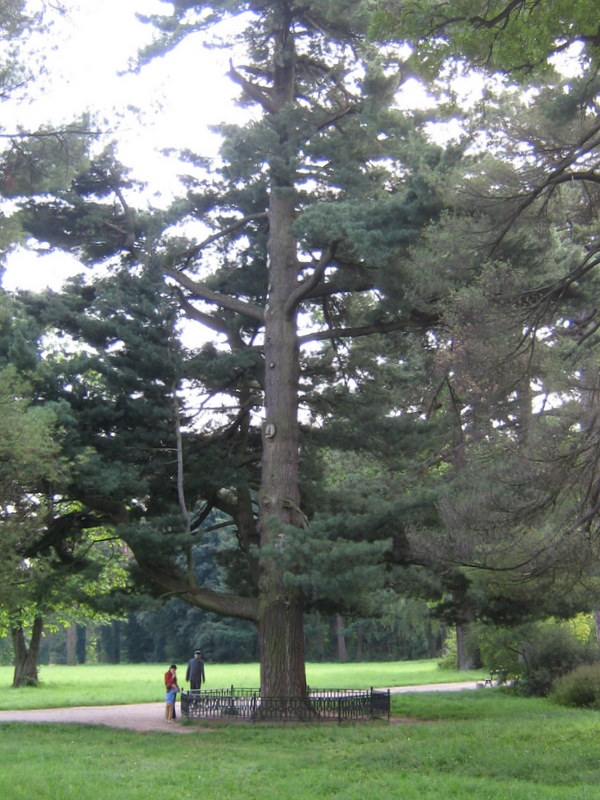
Сосна Веймутова

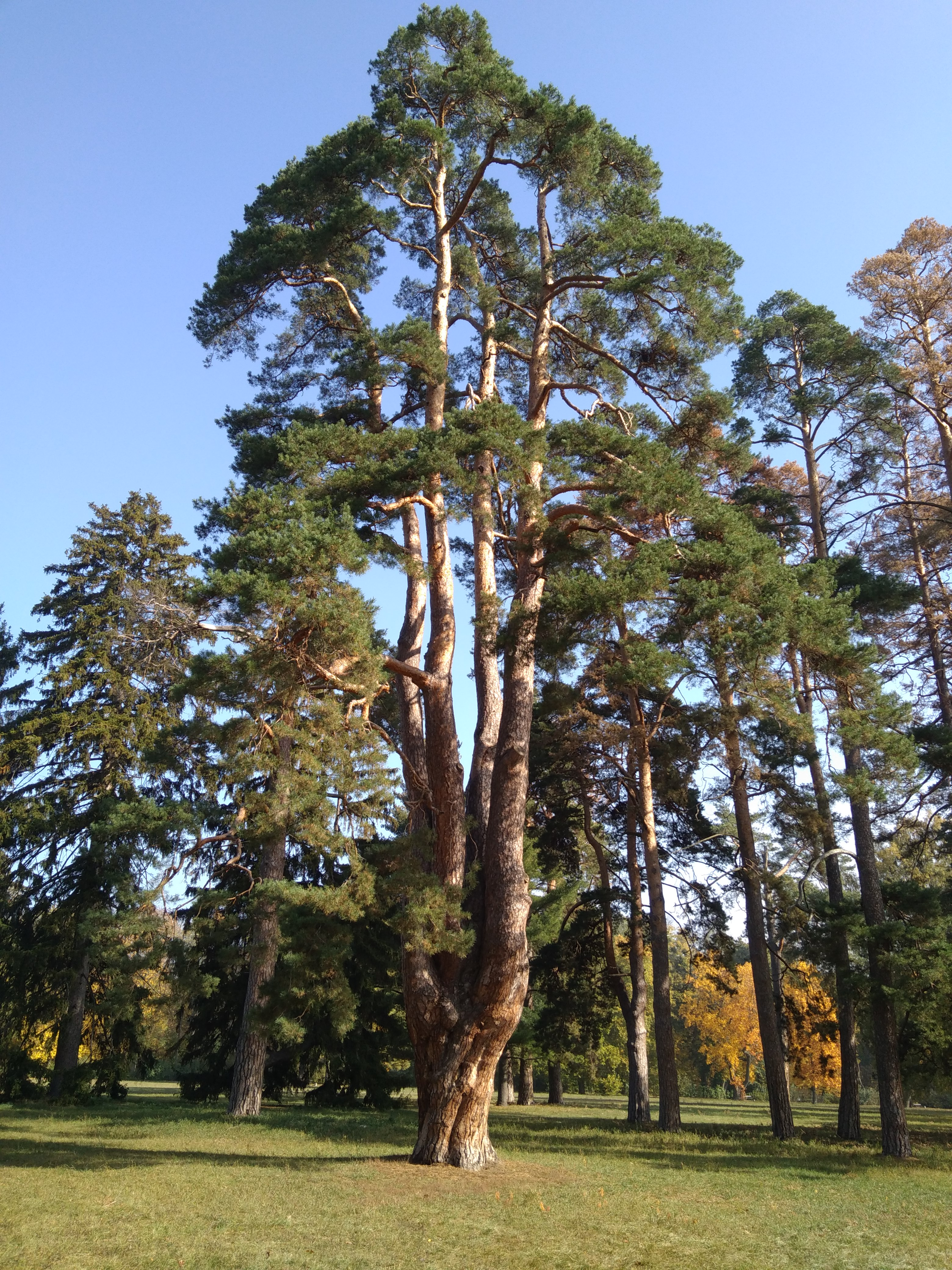
Сосна «Сімейне дерево»

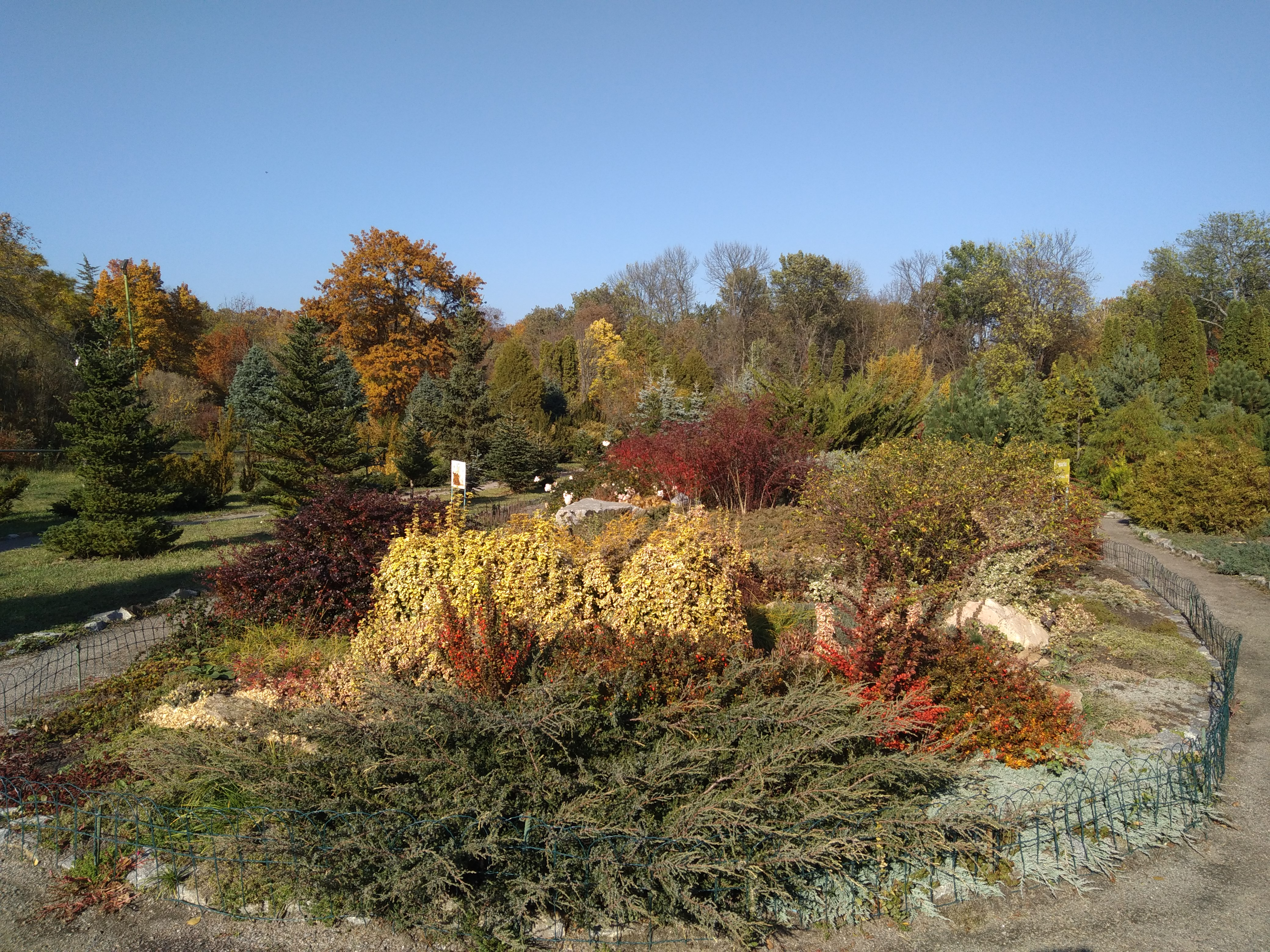
Коніферетум

Видовий склад дерев, кущів та трав'янистих багаторічників нараховує 2240 таксонів. Окремі рослини мають вік понад 200 років: сосни чорна та Веймута, ялівець віргінський, тюльпанове дерево, модрини польська та європейська, дуб червоний, гледичія колюча, глід рожевий махровий та ін. Особливу цінність становить багатовікова діброва парку, де окрім 300—400 вікових дубів, багато дерев і кущів вихідці з Північної Америки, Китаю, Японії, Кореї, Західної і Південної Європи, Криму, Кавказу, Далекого Сходу
Музеями рослин можна назвати Велику (9 га) і Малу (4 га) галявини парку. На Великій галявині росте 83 види дерев, з яких 17 є представниками місцевої флори, а 66 — інтродуковані. Серед них сімейне дерево Браницьких — чотиристовбурова сосна звичайна, яка росте з одного кореня, а далі, подібно генеалогічному дереву, розгалужується на чотири стовбури. Неподалік колонади «Луна» росте улюблене дерево графині О. В. Браницької — сосна Веймутова. Це найстаріше дерево цієї породи в Україні[джерело?]. Крім дерев, Велика галявина є колискою 97 видів трав, багато з яких перебуває на межі зникнення й занесено до Червоної книги України.
У північній та східній частинах парку на досить значних площах домінуючим видом є ясен звичайний — супутній вид у чисто дубових лісах. Як домішки до ясена на цих ділянках виступають граб звичайний, клен гостролистий, липа серцелиста. Серед аборигенних порід в парку в незначній кількості трапляються також сосна звичайна, клен польовий, вільха клейка, береза повисла, верба козяча, яблуня дика, осика та ін. У підліску ростуть такі чагарники: барбарис звичайний, бруслина європейська, бузина чорна, калина гордовина, ліщина, шипшина звичайна, черемха звичайна. У трав'янистому покриві парку зустрічаються такі найхарактерніші лісові види: анемона дібровна, герані лучна та Роберта, зірочки жовті, зірочник лісовий, зеленчук жовтий, дзвоники персиколисті, бугила лісова, медунка темна, ряст щільний, щитовник чоловічий, підсніжник звичайний.
У центральній частині парку ще і сьогодні мальовничо виглядають окремі дерева сосни чорної та Веймутової, групові посадки ялини європейської та модрини європейської, гіркокаштана звичайного, ялівців звичайного та віргінського, ліріодендрон тюльпановий у вигляді ординару, який є одним із найстаріших дерев в Україні та могутній дуб червоний. Крім цього, в парку зібрано колекції деревних, чагарникових та трав'янистих рослин. Найчисленнішими є значні колекції окремих родів: Глід, Бузок, Садовий жасмин, Таволга.
В адміністративно-науковій зоні парку 2003 року було закладено коніферетум (колекція голонасінних рослин). Він займає площу 0,44 га. Планування ділянки вільне («пейзажне»). Дерева та чагарники розміщені на ділянці за систематичним принципом. Найбільше представлено карликові і сланкі форми хвойних рослин. Серед життєвих форм переважають чагарники — 68 %. На колекційній ділянці представлено 11 родів, 42 вии, 1 гібрид, 3 різновиди і 18 культиварів, які належать до чотирьох родин: Соснових Кипарисових, Тисових і Таксодієвих.
В адміністративно-науковій зоні парку на площі 0,2 га розташовано розарій. Рельєф рівнинний, планування регулярне. Колекція роду Rosa в дендропарку «Олександрія» представлена 13 видами і 96 сортами. З видових троянд у ландшафтних композиціях парку ростуть 3 аборигенних види: R. dumalis Bechst., R. pomifera, R. canina і 5 інтродукованих видів: R. alba L., R. bifera Poir., R. fedoseevii Chrschan., R. multiflora, R. rugosa, на колекційних ділянках 5 видів: R. centifolia, R. corymbifera, R. majalis Herrm., R. rubrifolia, R. spinosissima L.. Сортові троянди представлені 14 садовими групами у таких співвідношеннях: чайно-гібридні (Hybrid Tea) — 47 сортів (49,2 %), флорибунда (Floribunda) — 9 (9,4 %), напівплетисті (Schrub) — 6 (6,3 %), англійські троянди (Englishe rosen) — 6 (6,3 %,) троянди на зріз (Florists Rose) — 5 (5,2 %), плетисті крупноквіткові (Large flowered Climber)– 5 (5,2 %), мініатюрні (Miniature)– 4 (4,2 %), сучасні напівплетисті (Modern Shrub) — 3 (3,1 %), грандіфлора (Grandiflora) — 2 (2,0 %), плетисті чайно-гібридні (Climbing Hybrid Tea) — 2 (2,0 %), поліантові (Polyantha) — 2 (2,0 %), виткі (Rambler) — 2 (2,0 %), плетисті мініатюрні (Climbing Miniature) — 2 (2,0 %), гібриди троянди ругози (Hybrid Rugosa) — 1(1,0 %).
Сирінгарій. Колекція бузку складається з 9 видів, 2 форм, 31 сорта. Види бузку представлені в паркових композиціях, сортовий бузок та форми (S. chinensis f. duplex Rehd., S. josikaea Jacq. f ‘Monstrosa’) — на ділянках «Сірінгарій» та «Фрутіцетум».
Сад Ліан. Перші виткі деревні рослини були висаджені в парку ще у XVIII ст. Це жимолость козолиста, або каприфоль та дикий виноград п'ятилисточковий. Нині колекція витких деревних рослин нараховує 36 видів та 16 культиварів.
Дуже добре в насадженнях парку представлені деревні бобові (Fabaceae). Паркову колекцію останнім часом було поповнено новими родами Метасеквоя та Тсуга, видами і формами родів: Кипарисовик, Ялівець, Плоскогілочник, Туя, Ялиця, Ялина, Сосна, Тис.

## Наукова робота
Дендропарк «Олександрія» є науковою установою Національної академії наук України. Науковий підрозділ дендропарку складається з 1 відділу та лабораторії:
- Відділ збагачення дендрофлори;
- Лабораторія насінництва та первинного випробування інтродукованих рослин.

Головним завданням дендропарку «Олександрія» НАН України є здійснення фундаментальних і прикладних досліджень з метою одержання нових наукових знань, збереження відновлення та подальший розвиток парку. З цією метою парк здійснює:
- збереження, відновлення і подальший розвиток дендропарку;
- збагачення флори парку новими видами, формами та сортами рослин шляхом інтродукції;
- планове виконання науково-дослідних робіт ландшафтних і екологічних розробок з відновлення та оптимізації насаджень дендропарку;
- створює тематичні композиції деревних, трав'янистих, лікарських та інших рослин;
- проводить обмін насінням з ботанічними установами України та зарубіжних країн;
- проводить культурно-просвітницьку роботу з поширення ботанічних знань серед населення;
- впроваджує перспективні деревні та чагарникові інтродуценти в озелененні населених пунктів;
- впроваджує нові сорти плодових дерев та кущів в практику садівництва серед населення та сільськогосподарських підприємств регіону;
- розвиває сфери дозвілля на території дендропарку, створює куточки для відпочинку та надає платні послуги відвідувачам дендропарку;
- здійснює будівництво, реконструкцію відповідно затверджених планів за титульними списками та проектно-кошторисної документації;
- проводить науково-дослідні роботи з наявності і ступеня забруднення ґрунтових вод нафтопродуктами і важкими металами згідно з державними програмами і проектами;
- аналізує вплив техногенного забруднення на рослинний світ.

## Біота
Серед безхребетних трапляються наступні таксони: бабки (красуня блискуча, лютка дріада, плосконіжка звичайна,коромисло зеленобоке, дозорець-імператор, рівночеревець білохвостий, тонкочеревець криваво-червоний), метелики (адмірал, Ведмедиця Гера, адмірал, подалірій, сонцевик кропив'яний, сонцевик павичеве око,мінливець великий), жуки (плавунці, водолюби, жук-олень, жук носоріг, бронзівка золотиста, вусач мускусний, вусач дубовий), молюски (перлівниця звичайна, беззубка качина, дрейсена, ставковик вухастий, ставковик звичайний, живородка річкова, котушка рогоподібна), річковий рак вузькопалий, водні віслючки, п'явка медична, п'явка черепаша).
Іхтіофауна ставків, які розташовані у парку представлена в основному інтродукованими видами:короп, карась китайський. Також трапляється окунь. У прибережній зоні ріяки Рось, що межує з парком трапляються різні екологічні групи риб. У найбільшій мірі: краснопірка, плітка, гірчак європейський, бичок пісочник, верховодка, окунь, щипавка звичайна, головень європейський, плоскирка європейська, йорж звичайний.
Серед амфібій зустрічаються наступні види: тритон звичайний, жаба гостроморда, ропуха сіра, жаба озерна, райка східна, кумка звичайна. Наявність останнього свідчення важливості певних локалітетів для репродукції популяції  зазначеної амфібії. Плазуни представлені наступними видами: вуж звичайний, мідянка, гадюка звичайна, веретільниця ламка, ящірка прудка, черепаха болотяна.
У межах дендропарку Олександрія виявлено 148 видів птахів, що належать до 16 рядів та об’єднані у 40 родин. Значний відсоток орнітофауни становили дендрофільні птахи, зокрема кроногніздові (зяблик, зеленяк, щиглик, коноплянка, дрізд чикотень) та дуплогніздові (мухоловка сіра, мухоловка білошия, мухоловка строката, повзик, дятел звичайний, дятел сирійський, дятел малий, жовна чорна, жовна сива, крутиголовка, дятел середній, синиця велика, синиця блакитна, гаїчка буроголова). Також серед гніздових видів реєструвались: яструб великий, яструб малий, осоїд, канюк звичайний, сова сіра, сорокопуд терновий, крук, сойка, вивільга, кропивянка чорноголова, вівчарик жовтобровий, вівчарик ковалик, малинівка, соловей східний та ін. Серед водно-болотних птахів реєструвались погонич малий, свищ, крижень, пірникоза чорношия, водяна курочка, лиска, крячок чорний, крячок річковий, мартин звичайний, набережник, коловодник лісовий, пісочник малий, чапля сіра, чепура велика, бугайчик, квак .  Серед видів, що траплялись наявні види, що внесені до Червоної книги України: гоголь, скопа, чернь червонодзьоба, шуліка чорний, жовна зелена, орлан-білохвіст
Серед ссавців трапляються: сарна європейська, лисиця, заєць сірий, їжак звичайний, кріт звичайний, кутора звичайна, бобер європейський, видра річкова, ондатра, пацюк сірий, норка американська, куниця лісова, куниця кам'яна, ласка, горностай, полівка руда, миша хатня, миша лісова, миша мала, білозубка звичайна, а також чимало видів рукокрилих.

## Парк «Олександрія» у мистецтві
Парк Олександрія є постійним об'єктом зображення художниками та фотографами. Картини з краєвидами парку можна побачити та придбати на постійно діючій виставці у Білоцерківському Будинку органної та камерної музики.
У парку знімався фільм «Владика Андрей» українського режисера Олеся Янчука, а також епізоди стрічки «Дорога на Січ» (1995), в яких з'являється колонада «Луна», композиція «Руїна» та будинок адміністрації.

## Проблеми парку
У цілому парк перебуває у задовільному стані, однак в останні роки[коли?] не проводився моніторинг стану архітектурних та технічних споруд і парку в цілому; центральне планувальне ядро — Дідинець — так і не було відновлено, як це передбачалось на другому етапі реставрації і реконструкції парку; окремі архітектурні об'єкти, відреставровані більше 50 років тому, знову потребують відновлювальних робіт; проекту розвитку зелених насаджень також немає — вирубки відбуваються хаотично й не завжди обґрунтовано, принаймні з естетичної, ландшафтної точки зору; об'єкти, що з'являються у парку, перш за все копії скульптур, які були тут до 1917 р., переважно значно відрізняються від оригіналів і розташовуються не на місці історичної локалізації; водні й технічні споруди також потребують ремонту й розчищення.
Великою проблемою для парку є вандалізм його відвідувачів. Наприклад, у наш час[коли?] у скульптурі «Діана» повністю зрізали фігуру оленя, скоріше за все для продажу як брухт кольорових металів.

### Інші проблеми
- Звіринець відновлено на господарській частині парку і мотузяний «парк розваг»[9].
- Створений на території парку колишній водогін зараз перебуває в жахливому стані. Хоча ця будівля, створена видатним українським архітектором Миколою Даміловським. Це унікальна споруда новоукраїнського модерну, стилю народженого в кінці ХІХ — початку ХХ століть. Таких споруд в Україні дуже мало.[10]

## Галерея зображень

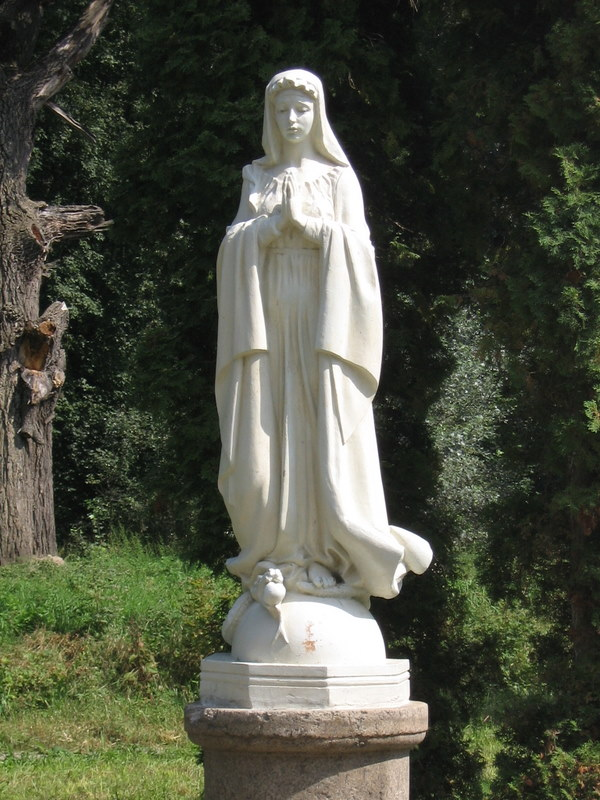
Скульптура Діви Марії на острові Марії
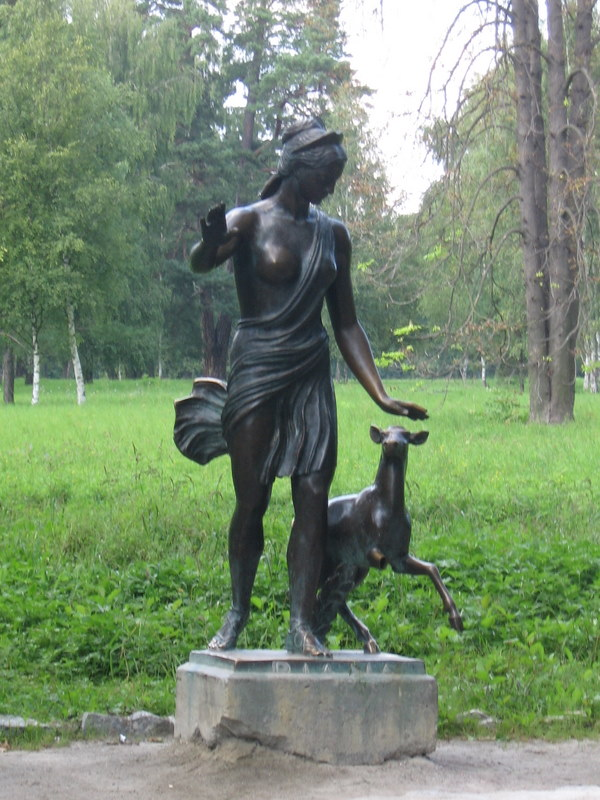
Діана
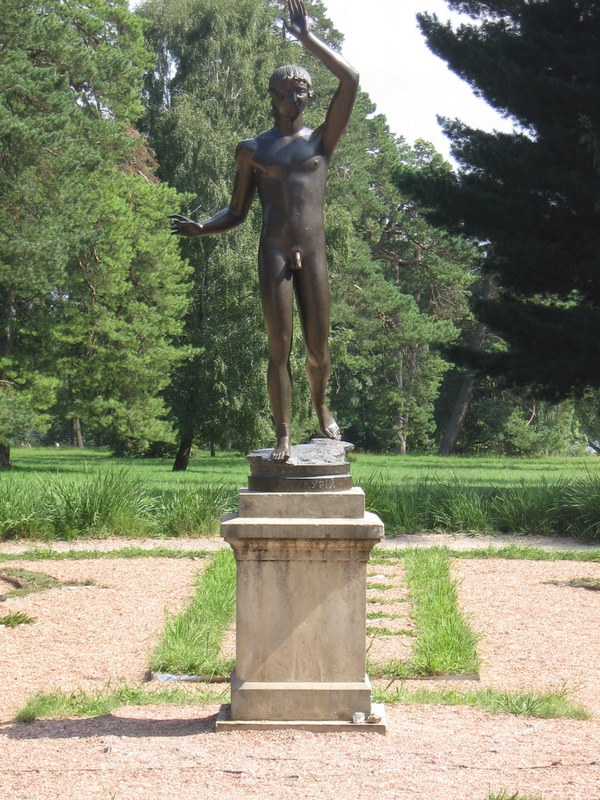
Меркурій
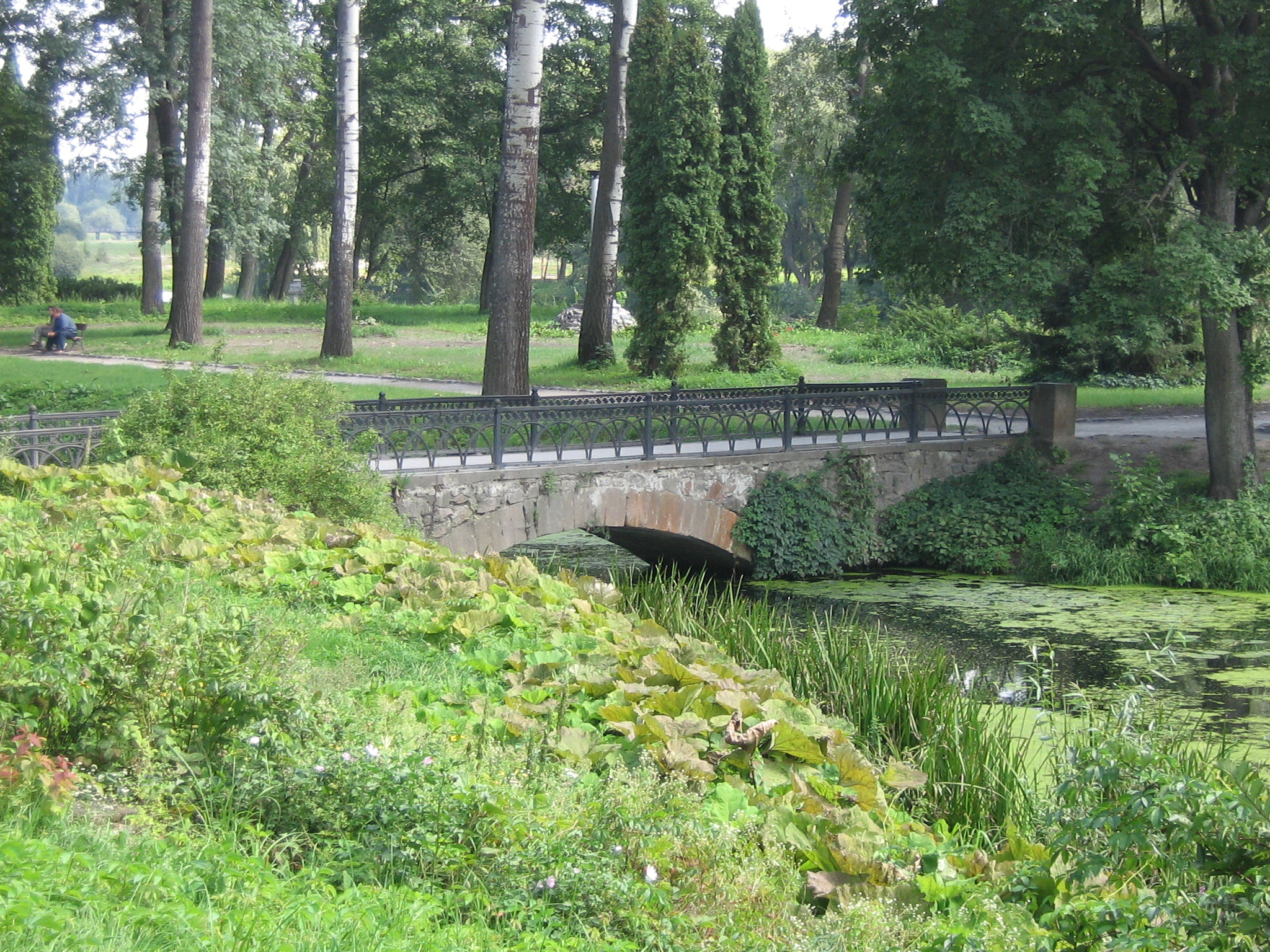
Арковий місток
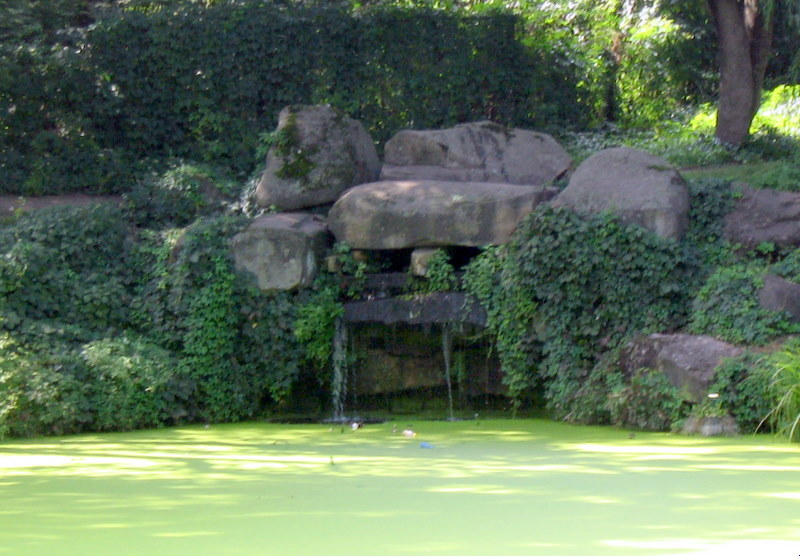
Водоспад «Черепаха»
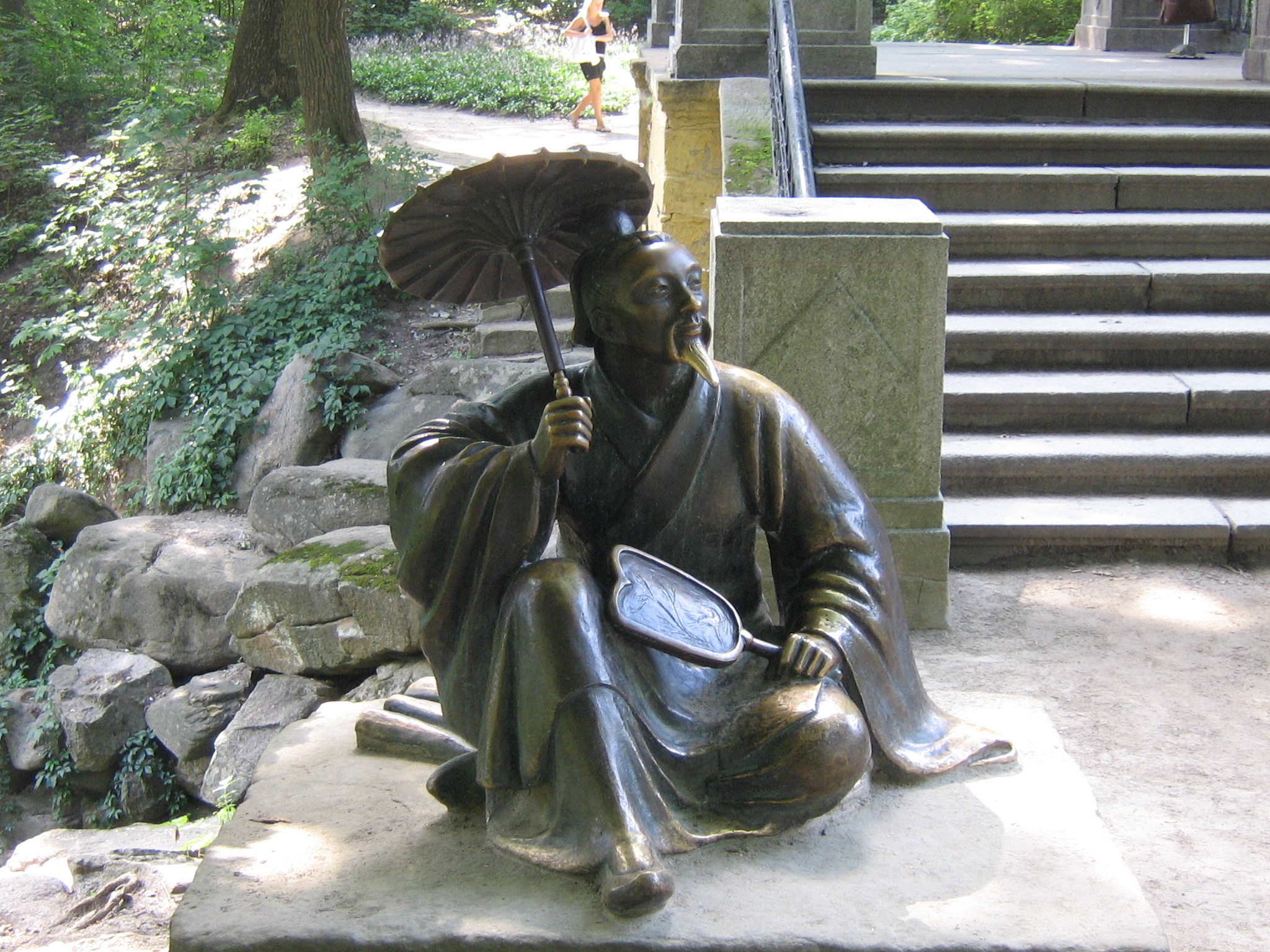
Скульптура китайського мудреця
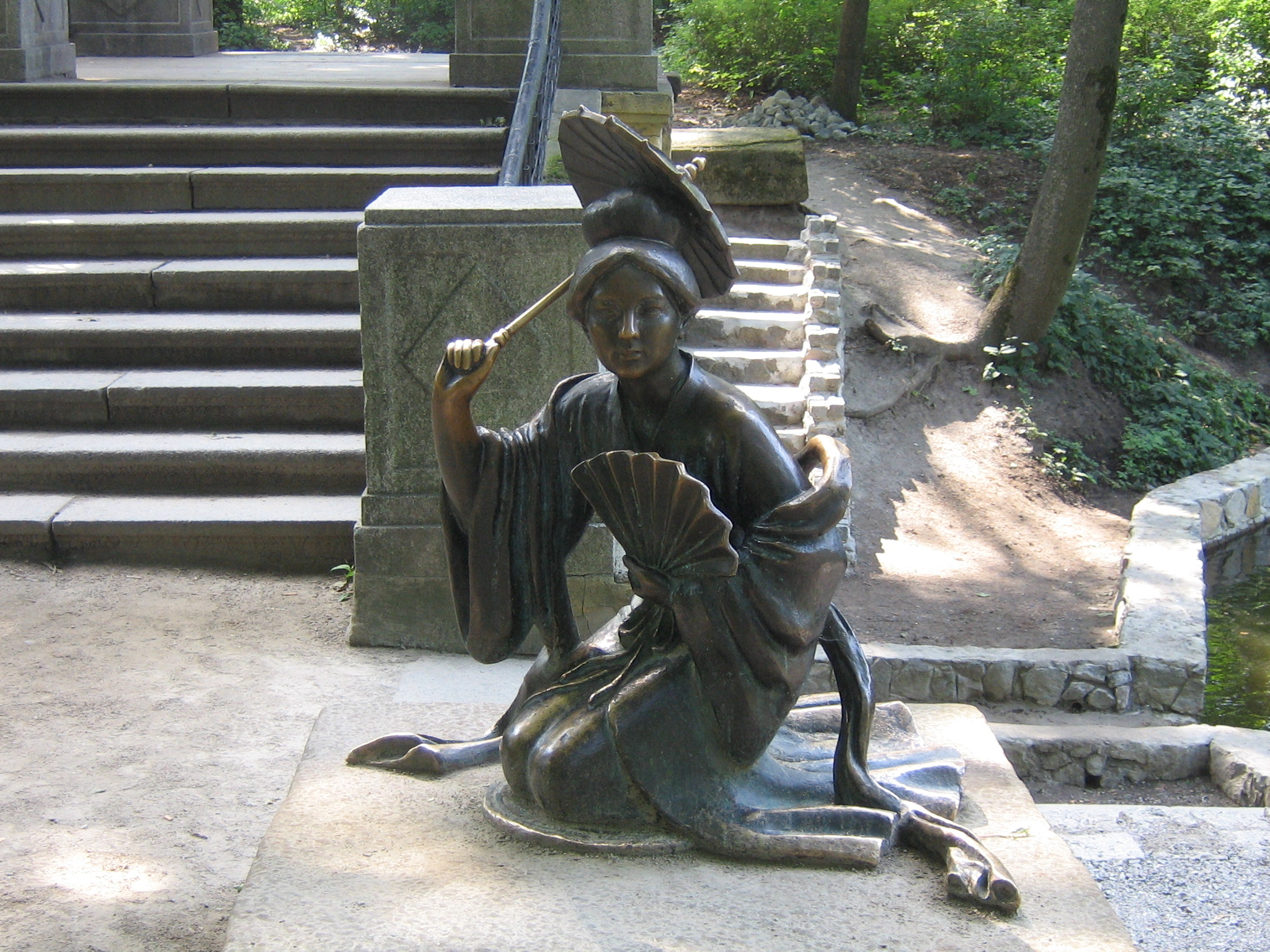
Китаянка (біля містка в стилі шинуазрі)
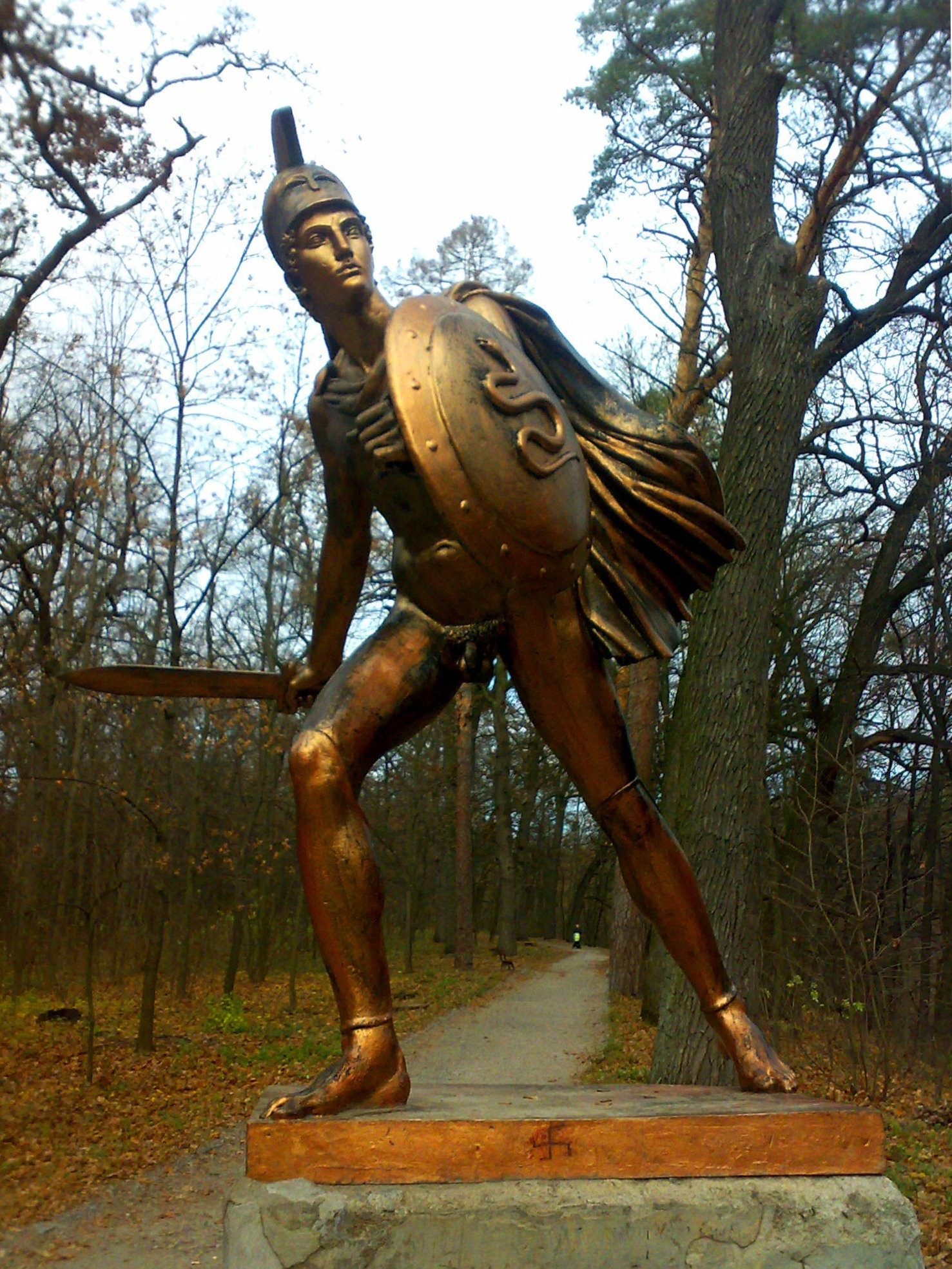
Пам'ятник Грецькому воїну
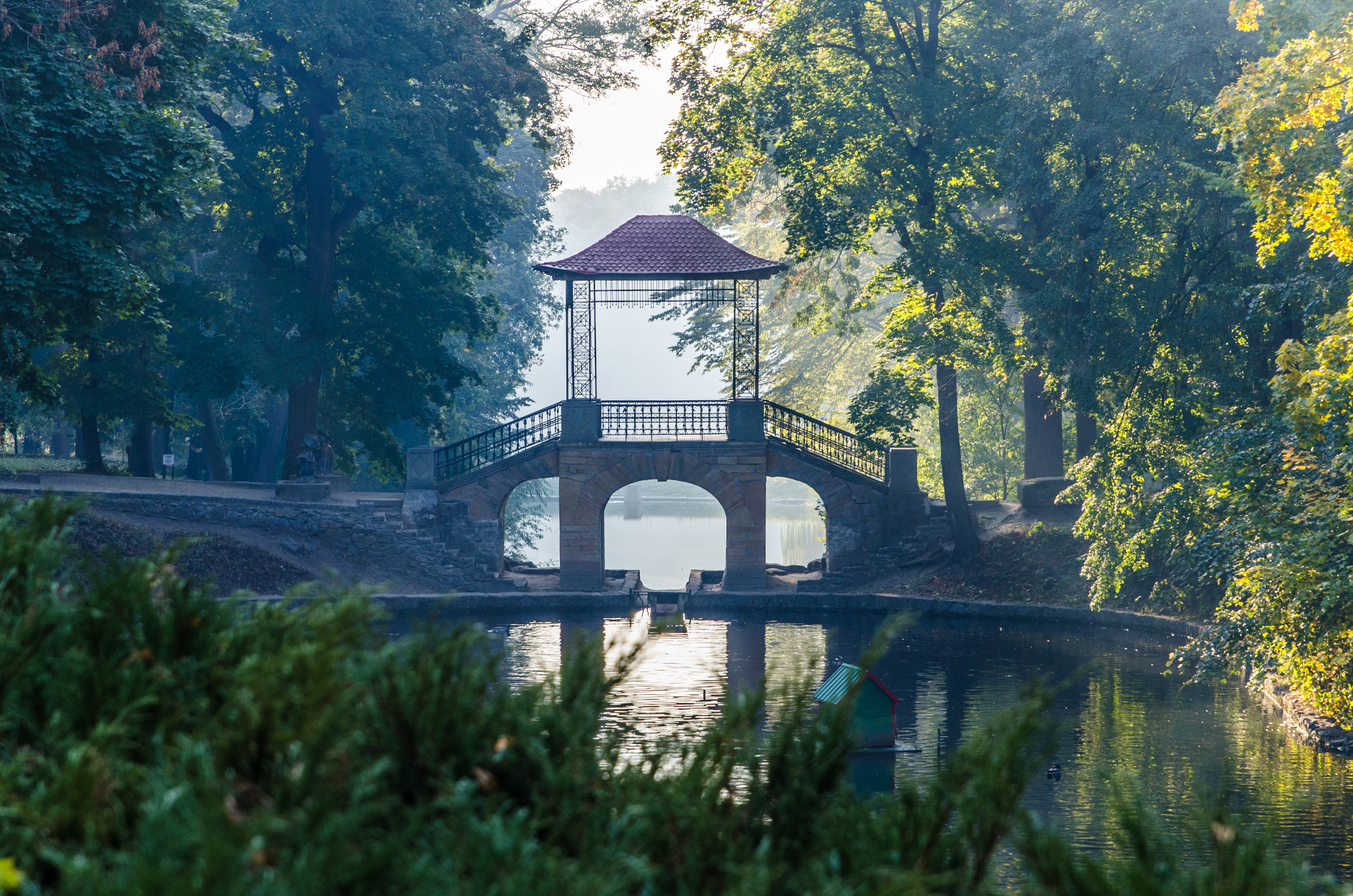
Китайський місток
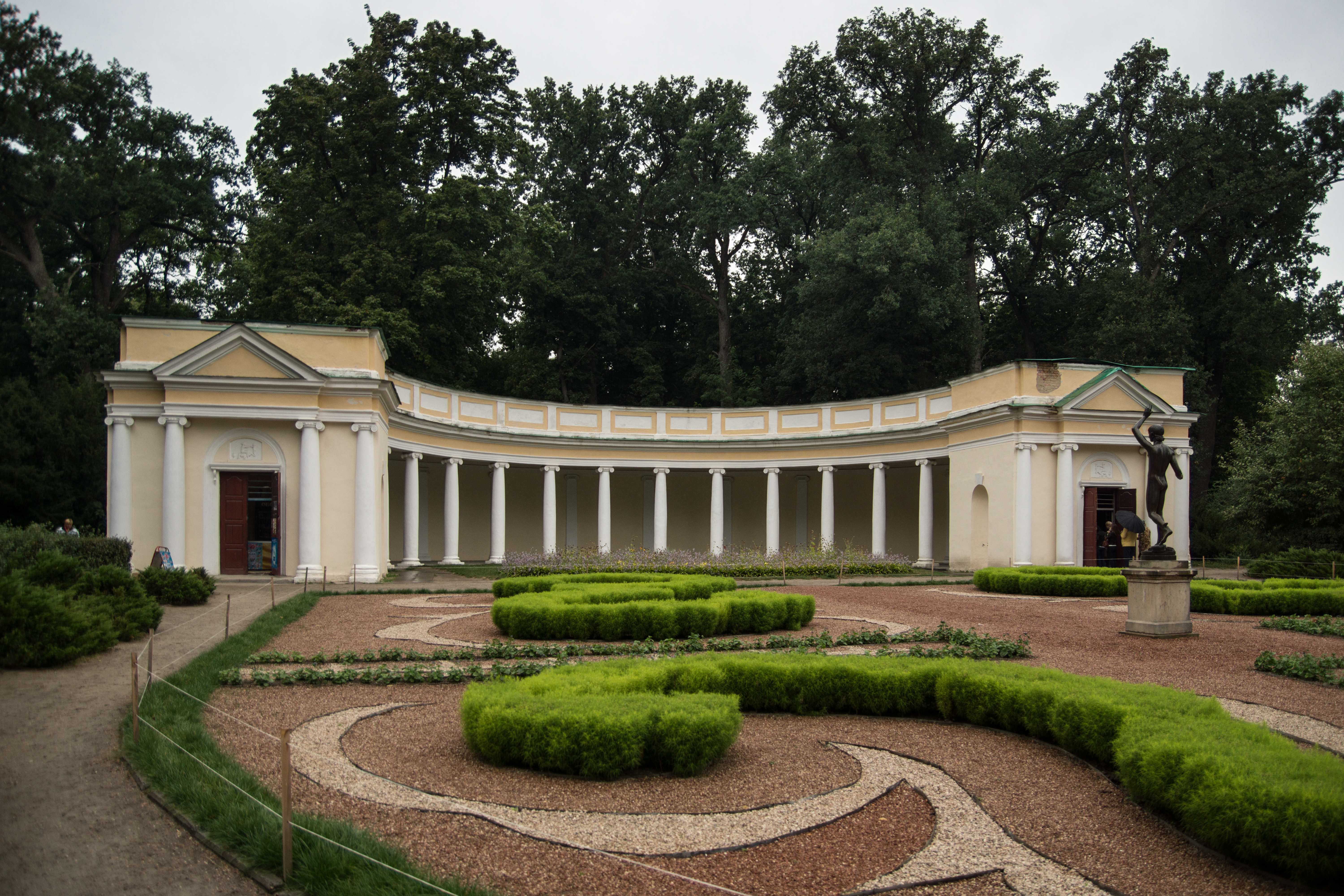
Колонада "ехо"
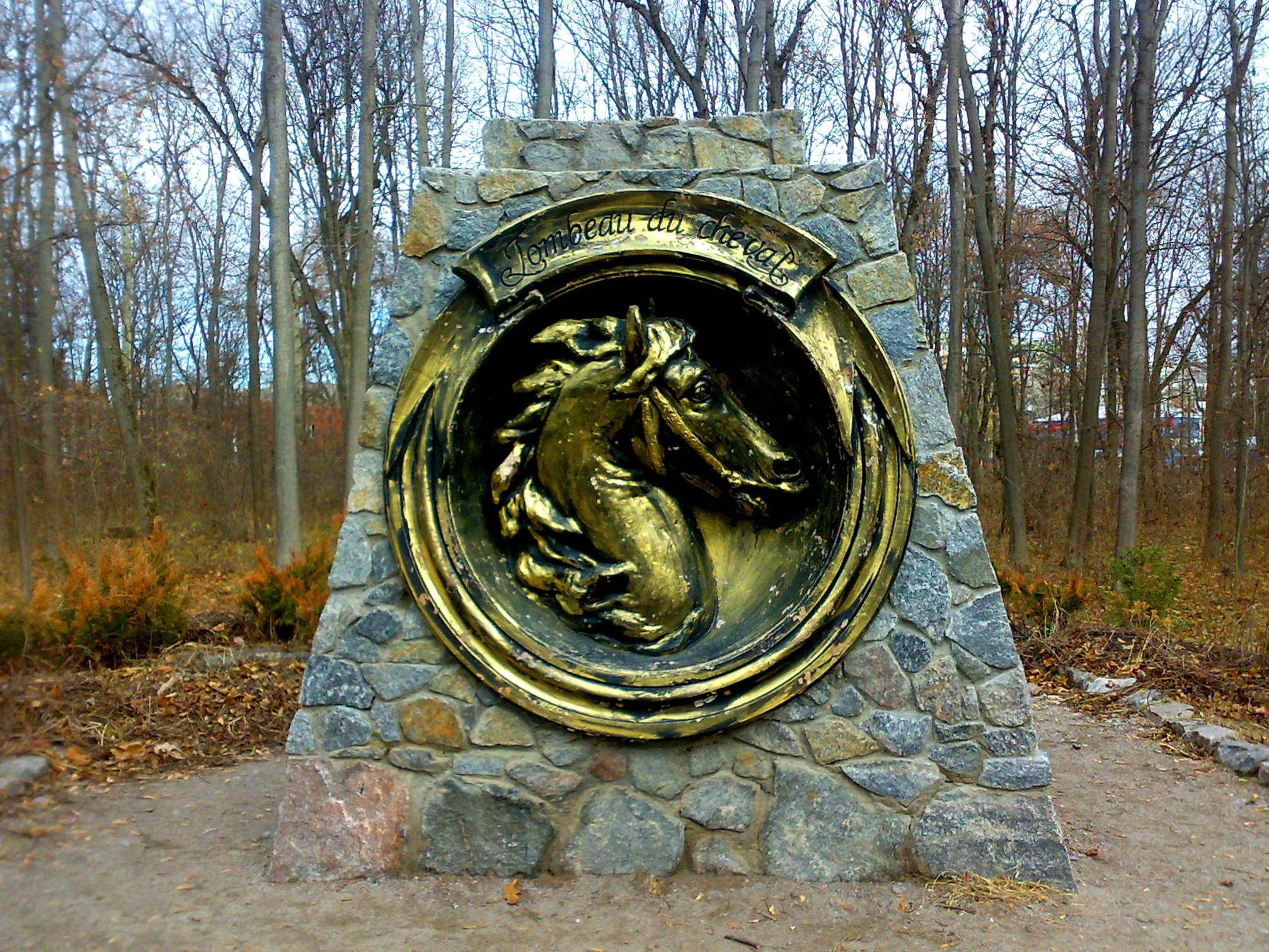
скульптура "кінська могила"
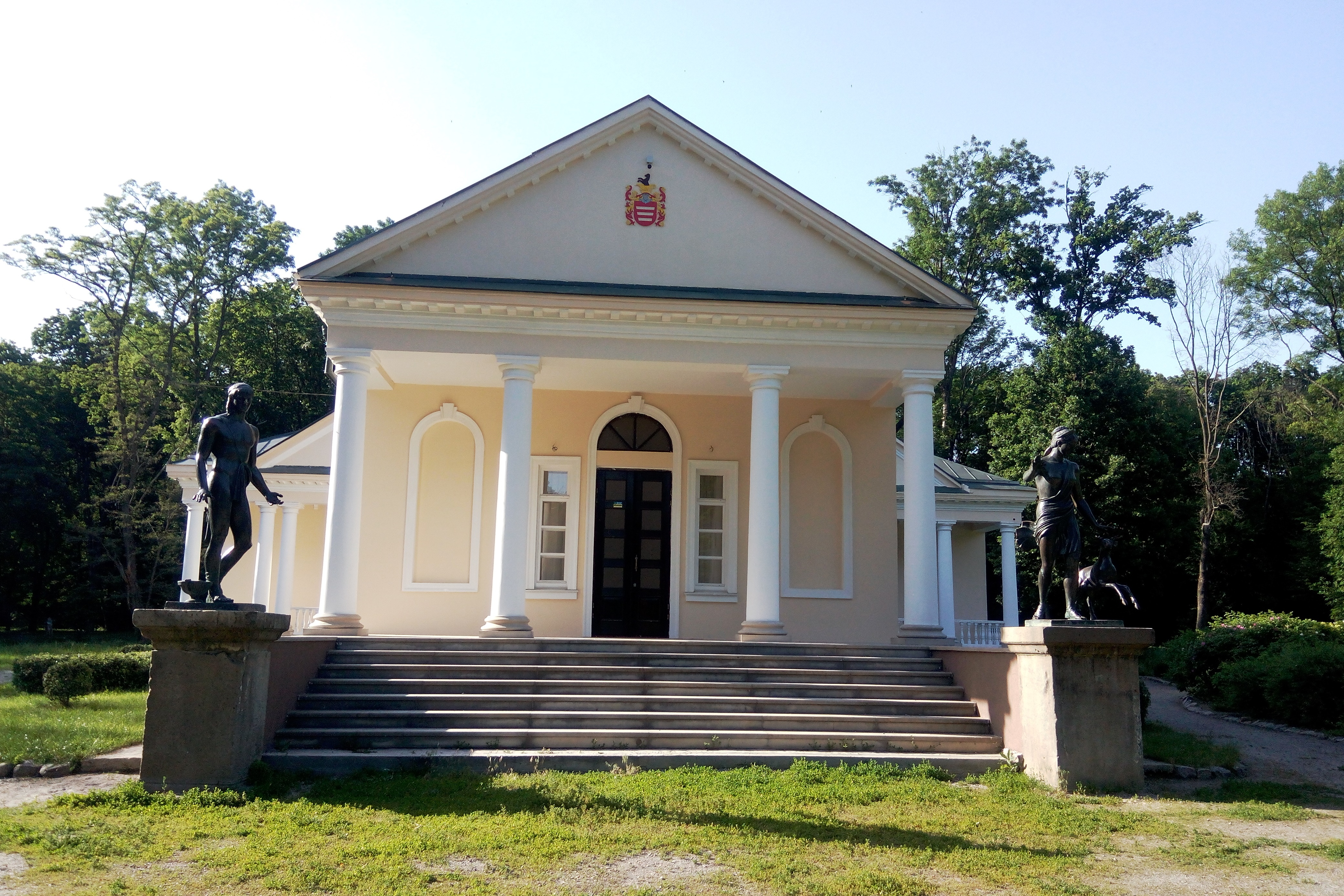
Танцювальний павільйон
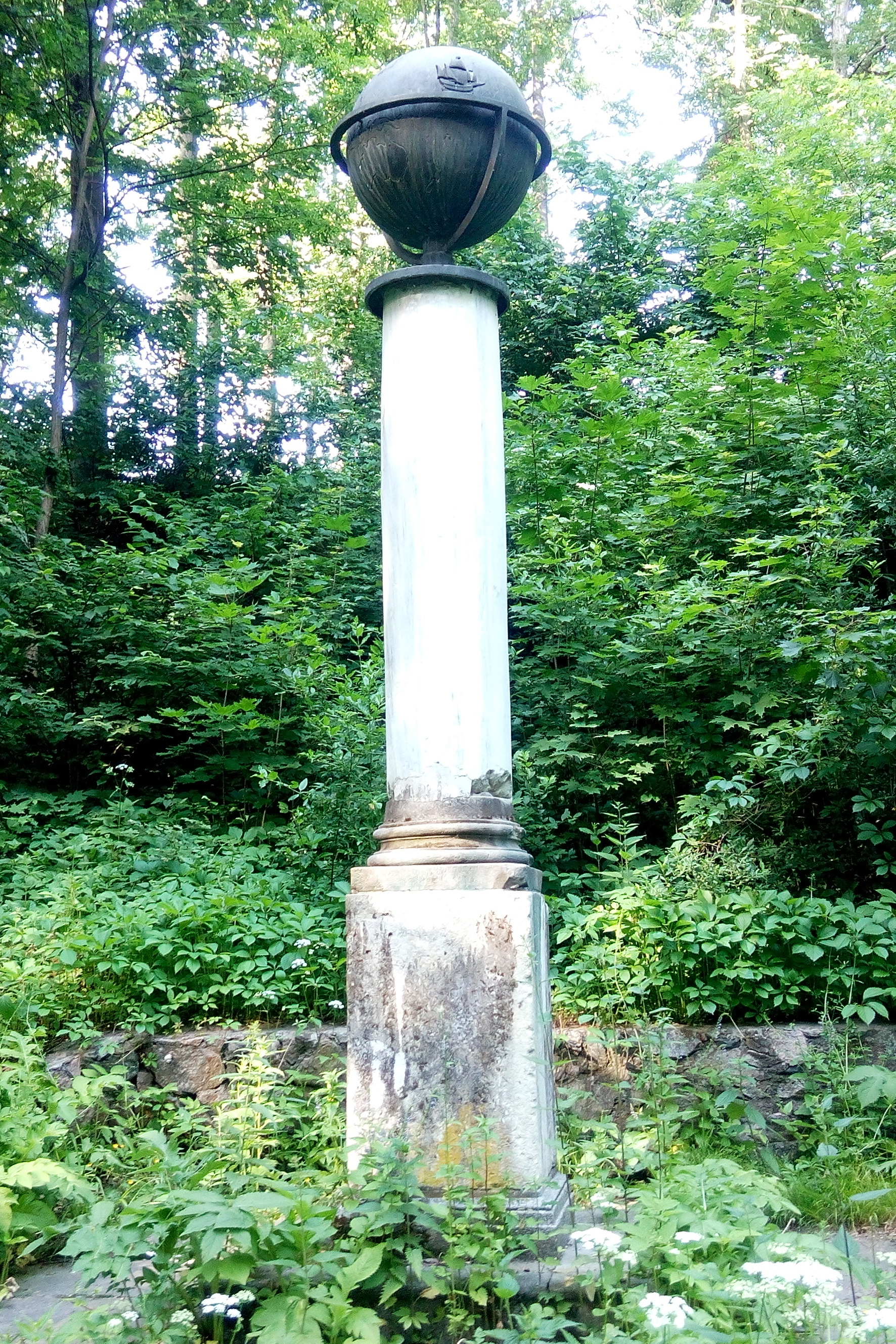
Петербурзький меридіан
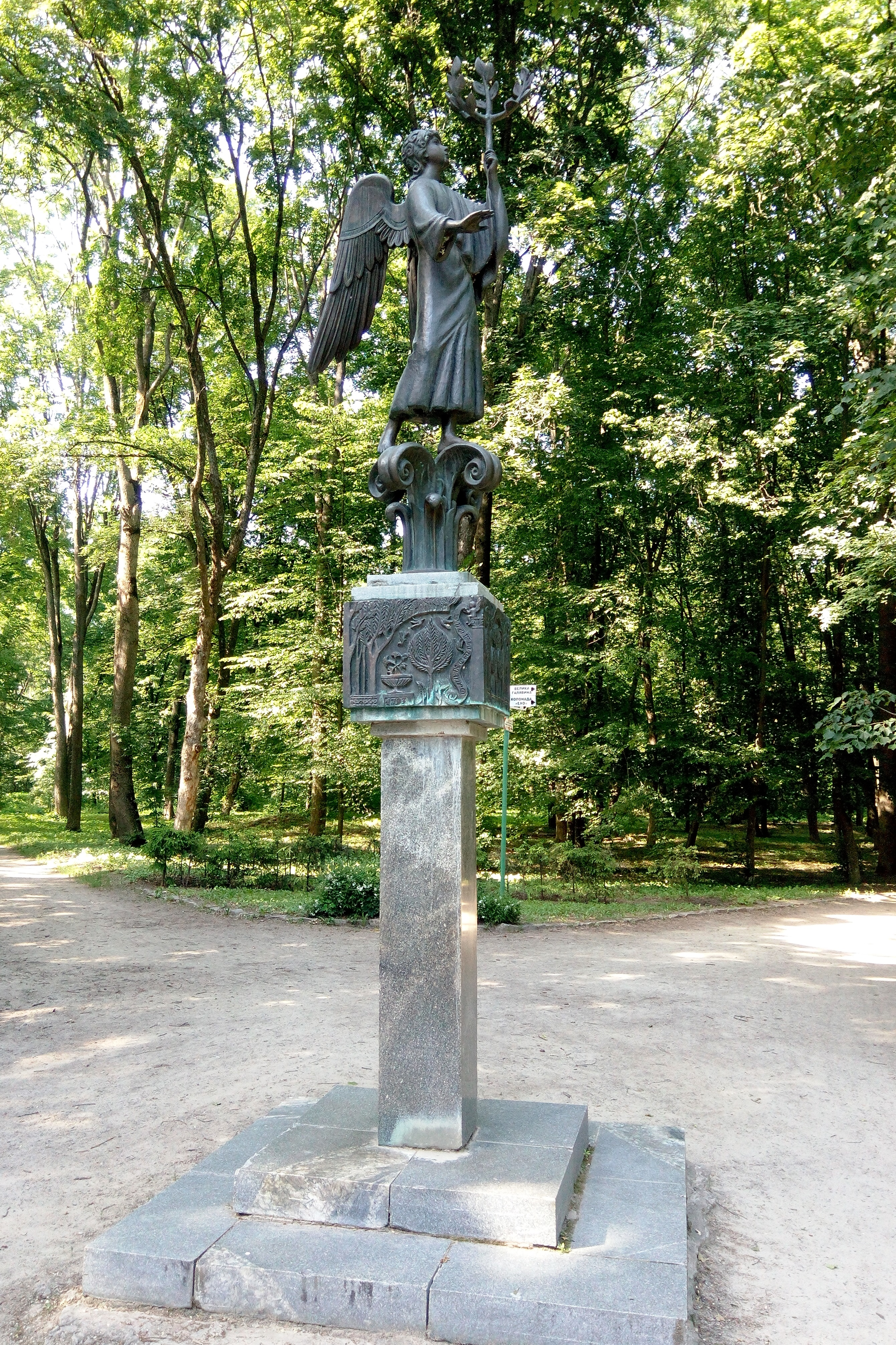
Ангел-охоронець
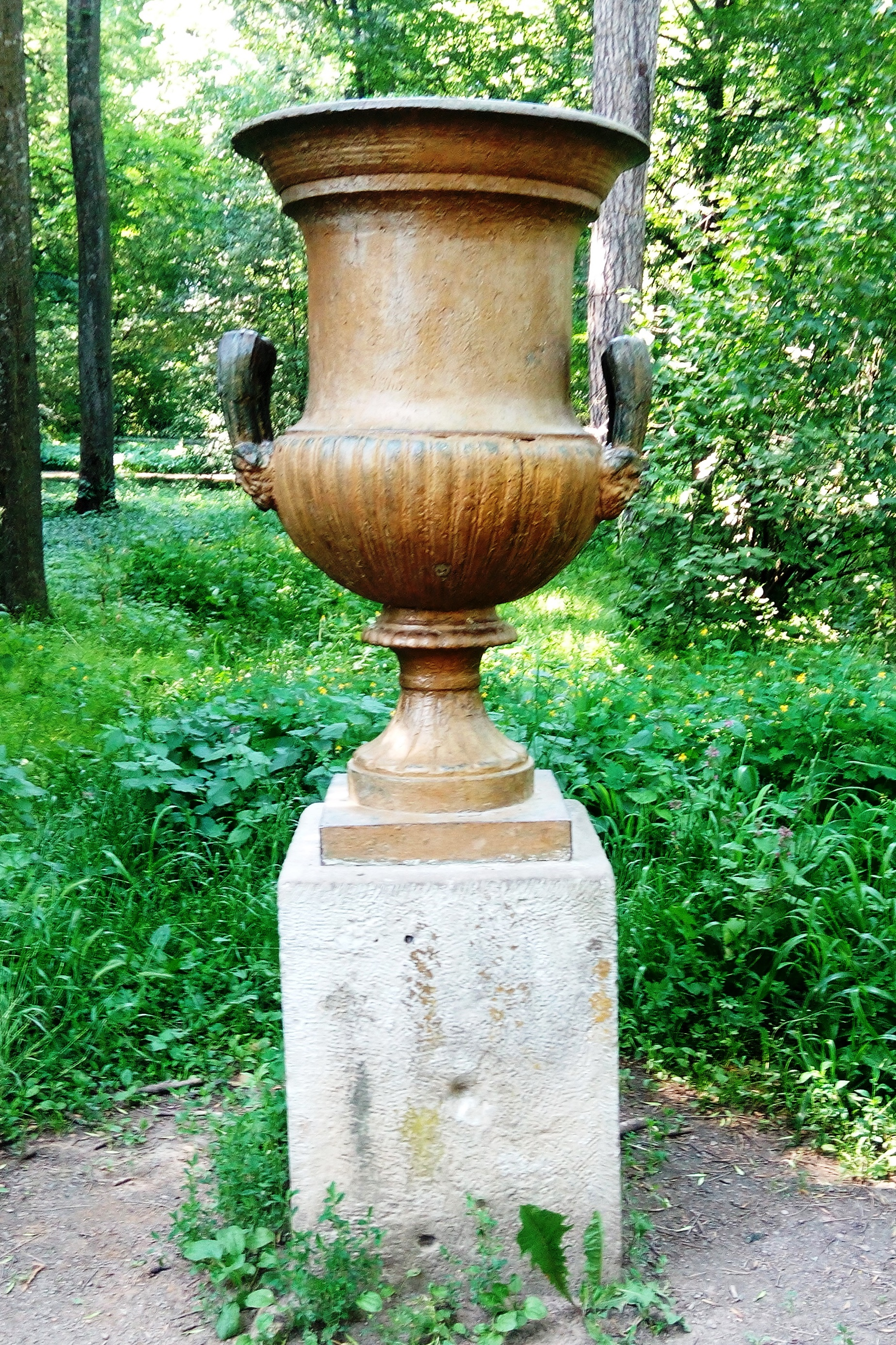
Ваза
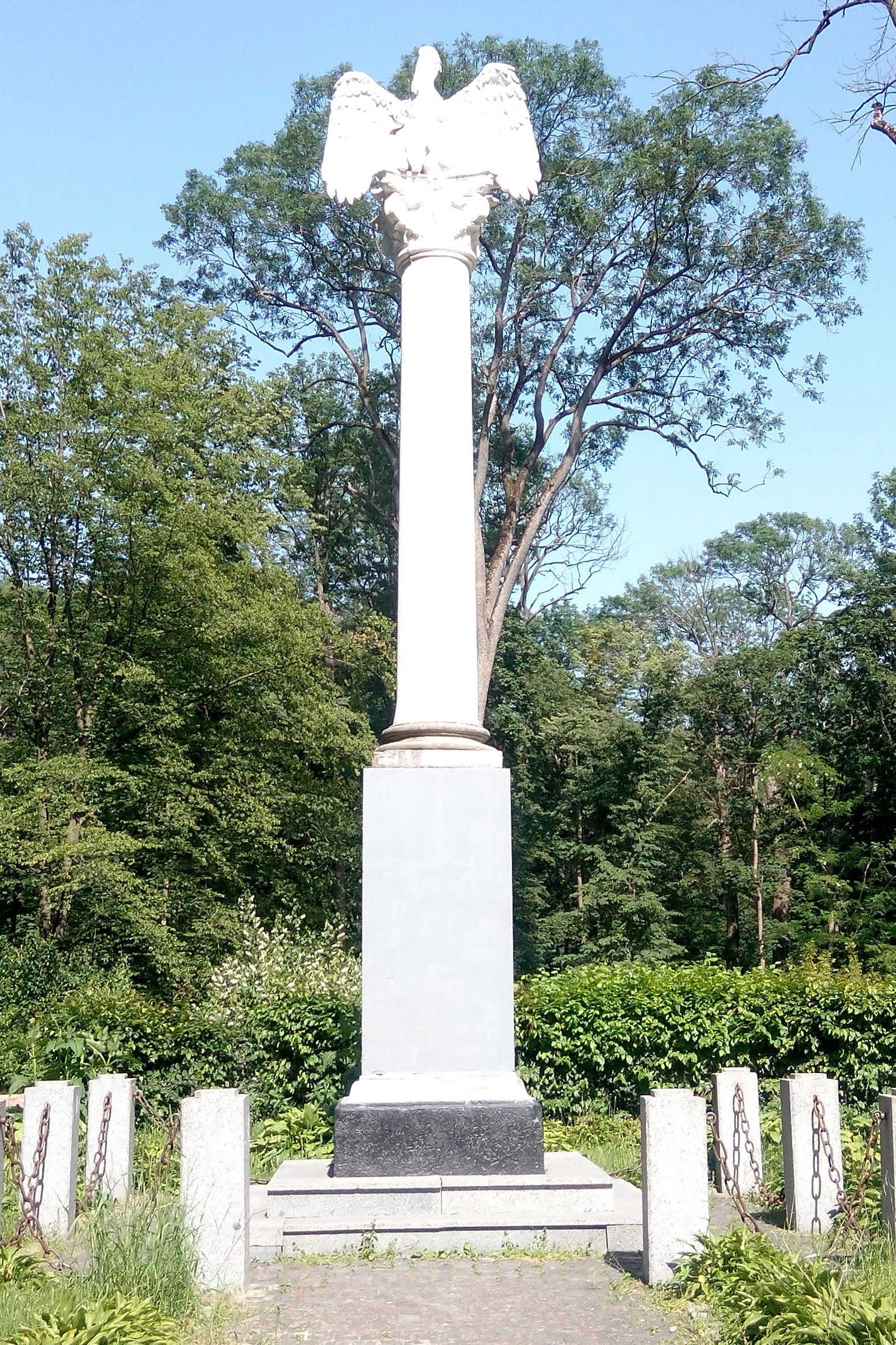
Колона "Смуток"

### Друковані видання
- Салатич А. К. Парк «Олександрія» в Білій Церкві. — К., вид-во Академії будівництва і архітектури УРСР, 1949.
- Jaroszewski T., Rottermund A. Nieznane materiały do Aleksandrii і Szpanowa // Rocznik Muzeum Narodowego w Warszawie. — 1968.
- Browicski J. Aleksandrija. — Kijyw, 1848.
- Познанський Б. Імператор Олександр I в Белой Церкви у графини Браницкой // Киевская старина. — 1889.
- Криворучко Д. М. Олександрія. — К., Будівельник, 1979.
- Криворучко Д. М., Лисицина Н. П. Дендропарк *"Александрия" в Белой Церкви // Строительство и архітектура. — 1979. — № 10.
- Грисюк М. М., Дерій I. Г., Антонов М. М., Олійник М. П. Дендрологічний заповідник «Олександрія». — К., вид-во АН УРСР, 1961.
- Грисюк М. М. Олександрія — зелена скарбниця. — К., Будівельник, 1965.
- Дерий И. Г. Дендрологический парк «Александрия» // Бюлетень Главного ботанического сада. — 1-58. — Вип. 30.
- Макаренко П. И. Обогащение дендрофлоры в заповедном парке АН УССР «Александрия» // Ботанические сады как центры интродукции растений. — Тарту, Изд-во Тартуского университета, 1978.
- Макаренко П. И. Дендропарк «Александрия» (путеводитель). — К., Наукова думка, 1981.
- Мордатенко Л., Гайдамак В., Галкин С. Дендропарк «Александрия». — К., 1990.
- Чернецький Є. А., Мордатенко Л. П. Біла Церква. Браницькі. Олександрія // Ogrody Czartoryskich. Studia і materiaiy. — Warszawa, 2001. — S. 108—112.
- Репринцев В. В. Організація правління та ведення господарства в парку «Олександрія» та в Зимовому палаці, витрати на їх утримання з кінця XIX ст. по 1918 р. // V краєзнавчі читання імені о. Петра Лебединцева. — Біла Церква, 2000.
- Рубіс В. Інтродукція хвойних рослин у дендропарку «Олександрія» НАН України // Вісник Київського національного університету імені Тараса Шевченка / Київський національний університет імені Тараса Шевченка. — Київ, 2007. — С. 118—120. — (Інтродукція та збереження рослинного різноманіття ; Вип. 12/14 [Архівовано 3 лютого 2016 у Wayback Machine.]). — ISSN 1728-3817